# Club Brugge in het seizoen 2004/05
Hieronder vindt men de statistieken, de wedstrijden, de ploegsamenstellingen en de transfers van Club Brugge in het seizoen 2004/2005.

## Behaalde eindresultaat
- In de Jupiler League eindigde Club Brugge als eerste met 79 punten en behaalde zo zijn dertiende titel uit de clubgeschiedenis. Club won 24 wedstrijden, verloor er 3 en speelde 7 keer gelijk. Het scoorde 83 doelpunten en kreeg er 25 tegen.
- In de Beker van België verloor Club Brugge met 2-1 in de finale van Germinal Beerschot.
- In de Champions League versloeg Club Brugge het Bulgaarse Lokomotiv Plovdiv in de tweede voorronde. In de derde voorronde werd Club uitgeschakeld door Sjachtar Donetsk. Hierdoor moest men aantreden in de eerste ronde van de UEFA Cup. LB Châteauroux werd uitgeschakeld en Club kwam in groep C van de groepsfase terecht, waarin ze het moesten opnemen tegen Dnipro Dnipropetrovsk, Real Zaragoza, Austria Wien en FC Utrecht. Men eindigde op de vierde plaats in deze groep, waardoor het Europees avontuur erop zat.

## Selectie
| Nr.           | Naam                  | Nationaliteit           | Geboortedatum | Vorige club        |
| ------------- | --------------------- | ----------------------- | ------------- | ------------------ |
| Keepers       |                       |                         |               |                    |
| 1             | Tomislav Butina       | Kroatië                 | 30-03-1974    | Dinamo Zagreb      |
| 13            | Glenn Verbauwhede     | België                  | 19-05-1985    | /                  |
| 23            | Stijn Stijnen         | België                  | 07-04-1981    | KSC Hasselt        |
| Verdedigers   |                       |                         |               |                    |
| 2             | Olivier De Cock       | België                  | 09-11-1975    | /                  |
| 4             | David Rozehnal        | Tsjechië                | 05-07-1980    | Sigma Olomouc      |
| 5             | Peter Van der Heyden  | België                  | 16-07-1976    | Eendracht Aalst    |
| 6             | Philippe Clement 2    | België                  | 22-03-1974    | Coventry City      |
| 15            | Marek Špilár          | Slowakije               | 11-02-1975    | Sigma Olomouc      |
| 17            | Ivan Gvozdenović      | Servië en Montenegro    | 19-08-1978    | Rode Ster Belgrado |
| 18            | Michael Klukowski     | Canada / Polen          | 27-05-1981    | La Louvière        |
| 25            | Hans Cornelis         | België                  | 13-10-1982    | /                  |
| 26            | Birger Maertens       | België                  | 28-06-1980    | /                  |
| 32            | Günther Vanaudenaerde | België                  | 23-01-1984    | /                  |
| Middenvelders |                       |                         |               |                    |
| 3             | Timmy Simons          | België                  | 11-12-1976    | Lommel SK          |
| 8             | Gaëtan Englebert 3    | België                  | 11-06-1976    | Sint-Truidense VV  |
| 10            | Nastja Čeh            | Slovenië                | 26-01-1978    | NK Maribor         |
| 11            | Jonathan Blondel      | België                  | 03-04-1984    | Tottenham Hotspur  |
| 16            | Serhij Serebrennikov  | Oekraïne                | 01-09-1976    | Dynamo Kiev        |
| 20            | Alin Stoica           | Roemenië                | 10-12-1979    | RSC Anderlecht     |
| 21            | Sebastian Hermans     | België                  | 03-05-1983    | Eendracht Aalst    |
| 27            | Vincent Provoost      | België                  | 07-02-1984    | /                  |
| 28            | Bart Vlaeminck        | België                  | 29-05-1984    | /                  |
| 31            | Kevin Roelandts       | België                  | 27-08-1982    | /                  |
| Aanvallers    |                       |                         |               |                    |
| 7             | Gert Verheyen         | België                  | 20-09-1970    | RSC Anderlecht     |
| 9             | Manasseh Ishiaku      | Nigeria                 | 09-01-1983    | La Louvière        |
| 14            | Boško Balaban         | Kroatië                 | 15-10-1978    | Aston Villa        |
| 19            | Rune Lange            | Noorwegen               | 24-06-1977    | Trabzonspor        |
| 29            | Dieter Van Tornhout   | België                  | 18-03-1985    | /                  |
| 30            | Victor                | Brazilië                | 23-03-1981    | Germinal Beerschot |
| 34            | Jeanvion Yulu-Matondo | België / Congo-Kinshasa | 05-01-1986    | /                  |

- = Aanvoerder

### Technische staf
| Functie         | Naam               | Nationaliteit |
| --------------- | ------------------ | ------------- |
| Coach           | Trond Sollied      | Noorwegen     |
| Assistent-coach | René Verheyen      | België        |
| Assistent-coach | Chris Van Puyvelde | België        |
| Keeperstrainer  | Dany Verlinden     | België        |

## Resultaten
Een overzicht van de competities waaraan Club Brugge in het seizoen 2004-2005 deelnam.
| Seizoen 2004/05  | Seizoen 2004/05 | Seizoen 2004/05                                                |
| Competitie       | Resultaat       | Uitgeschakeld door / Tegenstander(s)                           |
| ---------------- | --------------- | -------------------------------------------------------------- |
| Eerste klasse    | Kampioen        |                                                                |
| Beker van België | Finalist        | Germinal Beerschot                                             |
| Supercup         | Winnaar         | RSC Anderlecht                                                 |
| Champions League | 3e voorronde    | Sjachtar Donetsk                                               |
| UEFA Cup         | Groepsfase      | Real Zaragoza, FC Utrecht, Dnipro Dnipropetrovsk, Austria Wien |

## Uitrustingen
Shirtsponsor(s): Dexia

Sportmerk: adidas
| Thuis | Uit | Alternatief | Doelman (Butina) | Doelman | Doelman (Butina) | Doelman | Doelman (Butina UEFA) |

#### Opmerking
1. ↑  Dit werd gedragen in de uitwedstrijd tegen Genk om tegemoet te komen aan het volledig blauwe thuistenue van Genk.

## Transfers

### Zomer
| Naam              | Nationaliteit  | Van/naar          | Type           |
| ----------------- | -------------- | ----------------- | -------------- |
| Inkomend          |                |                   |                |
| Manasseh Ishiaku  | Nigeria        | La Louvière       | Gekocht        |
| Michael Klukowski | Canada / Polen | La Louvière       | Gekocht        |
| Karel Geraerts    | België         | KSC Lokeren       | Einde huur     |
| Uitgaand          |                |                   |                |
| Dany Verlinden    | België         |                   | Einde carrière |
| Karel Geraerts    | België         | Standard Luik     | Verkocht       |
| Tim Smolders      | België         | RBC Roosendaal    | Verkocht       |
| Birger Van de Ven | België         | RBC Roosendaal    | Verkocht       |
| Bengt Sæternes    | Denemarken     | Brann Bergen      | Verkocht       |
| Andrés Mendoza    | Peru           | Metaloerh Donetsk | Verkocht       |

Dany Verlinden zette een punt achter zijn spelerscarrière en ging aan de slag als keeperstrainer.

### Winter
| Naam             | Nationaliteit        | Van/naar | Type     |
| ---------------- | -------------------- | -------- | -------- |
| Uitgaand         |                      |          |          |
| Alin Stoica      | Roemenië             | AC Siena | Verkocht |
| Ivan Gvozdenović | Servië en Montenegro | FC Metz  | Huur     |

## Belgische Supercup
|                                 |                |                  |                      |                                                                                              |
| 22 december 2004 20:30 Supercup | RSC Anderlecht | 0 – 2            | Club Brugge          | Constant Vanden Stockstadion, Anderlecht Toeschouwers: 8.500 Scheidsrechter: Johny Ver Eecke |
| 22 december 2004 20:30 Supercup |                | Wedstrijdverslag | 9' Hermans 82' Lange | Constant Vanden Stockstadion, Anderlecht Toeschouwers: 8.500 Scheidsrechter: Johny Ver Eecke |

| Anderlecht | Club Brugge |

| RSC Anderlecht (4–4–2 vlak): |    |                      |     |
|                              |    |                      |     |
| GK                           | 25 | Jan Van Steenberghe  |     |
| RB                           | 6  | Michał Żewłakow      | 64' |
| CB                           | 27 | Vincent Kompany      |     |
| CB                           | 30 | Hannu Tihinen        |     |
| LB                           | 3  | Olivier Deschacht    |     |
| RM                           | 7  | Goran Lovre          | 64' |
| CM                           | 4  | Yves Vanderhaeghe    |     |
| CM                           | 21 | Pär Zetterberg       | 72' |
| LM                           | 36 | Jonathan Legear      |     |
| RF                           | 9  | Mbo Mpenza           |     |
| LF                           | 8  | Nenad Jestrović      |     |
| Wisselspelers:               |    |                      |     |
| RB                           | 37 | Anthony Vanden Borre | 64' |
| RF                           | 22 | Oleg Iachtchouk      | 64' |
| CB                           | 34 | Lamine Traoré        | 72' |
| Coach:                       |    |                      |     |
| Hugo Broos                   |    |                      |     |

| Club Brugge (5–2–3): |    |                     |     |
|                      |    |                     |     |
| GK                   | 23 | Stijn Stijnen       |     |
| SW                   | 3  | Timmy Simons        |     |
| RB                   | 25 | Hans Cornelis       |     |
| CB                   | 26 | Birger Maertens     |     |
| CB                   | 4  | David Rozehnal      |     |
| LB                   | 31 | Kevin Roelandts     |     |
| CM                   | 21 | Sebastian Hermans   | 76' |
| CM                   | 11 | Jonathan Blondel    |     |
| RB                   | 7  | Gert Verheyen       | 70' |
| CF                   | 19 | Rune Lange          | 92' |
| LB                   | 30 | Victor              | 63' |
| Wisselspelers:       |    |                     |     |
| RF                   | 29 | Dieter Van Tornhout | 70' |
| CM                   | 6  | Philippe Clement    | 76' |
| CM                   | 27 | Vincent Provoost    | 92' |
| AM                   | 28 | Bart Vlaeminck      | 63' |
| Coach:               |    |                     |     |
| Trond Sollied        |    |                     |     |

## Competitie

### Wedstrijden
| Wedstrijddetails                                                                                                  | Thuisploeg                                                                        | Uitslag                                                     | Uitploeg                                                           | Opstelling | Kaarten                                 |
| --- | --------------------------------------------------------------------------------- | ----------------------------------------------------------- | ------------------------------------------------------------------ | --- | --------------------------------------- |
| Heenronde |                                                                                   |                                                             |                                                                    | |                                         |
| 7 augustus 2004 18:00 Freethielstadion Beveren-Waas Ref.: Frank De Bleeckere Toeschouwers: 7.000                  | KSK Beveren                                                                       | 1 – 1                                                       | Club Brugge                                                        | Butina Roelandts (57' Blondel), Clement, Rozehnal, Gvozdenović (57' Serebrennikov) Simons , Englebert, Čeh Verheyen, Lange (79' Sæternes), Balaban 4–3–3 punt naar achteren | 50' Čeh                                 |
| 7 augustus 2004 18:00 Freethielstadion Beveren-Waas Ref.: Frank De Bleeckere Toeschouwers: 7.000                  | Sanogo 2'                                                                         | 1 – 0 1 – 1                                                 | 6' Balaban                                                         | Butina Roelandts (57' Blondel), Clement, Rozehnal, Gvozdenović (57' Serebrennikov) Simons , Englebert, Čeh Verheyen, Lange (79' Sæternes), Balaban 4–3–3 punt naar achteren | 50' Čeh                                 |
| 15 augustus 2004 20:00 Jan Breydelstadion Brugge (Sint-Andries) Ref.: Serge Gumienny Toeschouwers: 24.173         | Club Brugge                                                                       | 5 – 0                                                       | KAA Gent                                                           | Butina Cornelis, Špilár, Clement, Van der Heyden Simons , Čeh, Stoica Verheyen, Victor (76' Sæternes), Balaban (76' Lange) 4–3–3 punt naar achteren |                                         |
| 15 augustus 2004 20:00 Jan Breydelstadion Brugge (Sint-Andries) Ref.: Serge Gumienny Toeschouwers: 24.173         | Balaban 20' Verheyen 40' Simons 66' (pen) Victor 70' Cornelis 90'                 | 1 – 0 2 – 0 3 – 0 4 – 0 5 – 0                               |                                                                    | Butina Cornelis, Špilár, Clement, Van der Heyden Simons , Čeh, Stoica Verheyen, Victor (76' Sæternes), Balaban (76' Lange) 4–3–3 punt naar achteren |                                         |
| 21 augustus 2004 20:00 Albertparkstadion Oostende Ref.: Johny Ver Eecke Toeschouwers: 9.000                       | KV Oostende                                                                       | 1 – 2                                                       | Club Brugge                                                        | Butina Cornelis, Špilár (76' Lange), Clement, Van der Heyden Simons , Čeh (80' Englebert), Stoica Verheyen, Victor, Balaban (85' Gvozdenović) 4–3–3 punt naar achteren 4–4–2 vlak in 76' 4–3–3 punt naar voren / 4–2–3–1 in 85' | 22' Van der Heyden 67' Čeh 89' Verheyen |
| 21 augustus 2004 20:00 Albertparkstadion Oostende Ref.: Johny Ver Eecke Toeschouwers: 9.000                       | Zoko 70'                                                                          | 0 – 1 1 – 1 1 – 2                                           | 54' Stoica 81' Victor                                              | Butina Cornelis, Špilár (76' Lange), Clement, Van der Heyden Simons , Čeh (80' Englebert), Stoica Verheyen, Victor, Balaban (85' Gvozdenović) 4–3–3 punt naar achteren 4–4–2 vlak in 76' 4–3–3 punt naar voren / 4–2–3–1 in 85' | 22' Van der Heyden 67' Čeh 89' Verheyen |
| 28 augustus 2004 20:00 Jan Breydelstadion Brugge (Sint-Andries) Ref.: Joeri Van de Velde Toeschouwers: 24.316     | Club Brugge                                                                       | 1 – 0                                                       | Lierse                                                             | Butina Cornelis, Špilár, Clement, Van der Heyden Simons , Englebert, Stoica (72' Blondel) Verheyen, Victor (88' Gvozdenović), Balaban (72' Lange) 4–3–3 punt naar achteren |                                         |
| 28 augustus 2004 20:00 Jan Breydelstadion Brugge (Sint-Andries) Ref.: Joeri Van de Velde Toeschouwers: 24.316     | Lange 79'                                                                         | 1 – 0                                                       |                                                                    | Butina Cornelis, Špilár, Clement, Van der Heyden Simons , Englebert, Stoica (72' Blondel) Verheyen, Victor (88' Gvozdenović), Balaban (72' Lange) 4–3–3 punt naar achteren |                                         |
| 11 september 2004 20:00 Mambourg Charleroi Ref.: Peter Vervecken Toeschouwers: 9.575                              | Sporting Charleroi                                                                | 0 – 1                                                       | Club Brugge                                                        | Butina Cornelis, Špilár, Clement, Van der Heyden Simons , Englebert, Blondel (80' Stoica) Verheyen, Lange, Balaban (74' Victor) 4–3–3 punt naar achteren | 10' Cornelis 21' Blondel                |
| 11 september 2004 20:00 Mambourg Charleroi Ref.: Peter Vervecken Toeschouwers: 9.575                              |                                                                                   | 0 – 1                                                       | 48' Balaban                                                        | Butina Cornelis, Špilár, Clement, Van der Heyden Simons , Englebert, Blondel (80' Stoica) Verheyen, Lange, Balaban (74' Victor) 4–3–3 punt naar achteren | 10' Cornelis 21' Blondel                |
| 19 september 2004 20:00 Jan Breydelstadion Brugge (Sint-Andries) Ref.: Johan Verbist Toeschouwers: 27.000         | Club Brugge                                                                       | 5 – 0                                                       | Cercle Brugge                                                      | Butina Cornelis, Maertens, Rozehnal, Van der Heyden Serebrennikov, Englebert , Čeh (82' Blondel) Verheyen (71' Van Tornhout), Lange, Balaban (71' Victor) 4–3–3 punt naar voren / 4–2–3–1 | 60' Verheyen                            |
| 19 september 2004 20:00 Jan Breydelstadion Brugge (Sint-Andries) Ref.: Johan Verbist Toeschouwers: 27.000         | Lange 44' Čeh 48' Čeh 55' (pen) Cornelis 82' Van Tornhout 88'                     | 1 – 0 2 – 0 3 – 0 4 – 0 5 – 0                               |                                                                    | Butina Cornelis, Maertens, Rozehnal, Van der Heyden Serebrennikov, Englebert , Čeh (82' Blondel) Verheyen (71' Van Tornhout), Lange, Balaban (71' Victor) 4–3–3 punt naar voren / 4–2–3–1 | 60' Verheyen                            |
| 24 september 2004 20:30 Edmond Machtensstadion Brussel (Molenbeek) Ref.: Johny Ver Eecke Toeschouwers: 6.500      | FC Brussels                                                                       | 1 – 6                                                       | Club Brugge                                                        | Butina Cornelis, Maertens, Rozehnal, Van der Heyden Serebrennikov (84' Stoica), Englebert , Čeh (62' Blondel) Verheyen (72' Victor), Lange, Balaban 4–3–3 punt naar voren / 4–2–3–1 | 25' Van der Heyden 53' Čeh              |
| 24 september 2004 20:30 Edmond Machtensstadion Brussel (Molenbeek) Ref.: Johny Ver Eecke Toeschouwers: 6.500      | Bruno 9'                                                                          | 1 – 0 1 – 1 1 – 2 1 – 3 1 – 4 1 – 5 1 – 6                   | 36' Balaban 40' Verheyen 48' Lange 55' Čeh 59' Balaban 79' Balaban | Butina Cornelis, Maertens, Rozehnal, Van der Heyden Serebrennikov (84' Stoica), Englebert , Čeh (62' Blondel) Verheyen (72' Victor), Lange, Balaban 4–3–3 punt naar voren / 4–2–3–1 | 25' Van der Heyden 53' Čeh              |
| 3 oktober 2004 20:00 Jan Breydelstadion Brugge (Sint-Andries) Ref.: Frank De Bleeckere Toeschouwers: 25.000       | Club Brugge                                                                       | 1 – 1                                                       | KRC Genk                                                           | Butina De Cock (83' Roelandts), Maertens, Rozehnal, Van der Heyden Clement , Englebert, Gvozdenović (75' Stoica) Verheyen, Lange, Balaban (75' Victor) 4–3–3 punt naar achteren | Maertens Verheyen 76' Maertens          |
| 3 oktober 2004 20:00 Jan Breydelstadion Brugge (Sint-Andries) Ref.: Frank De Bleeckere Toeschouwers: 25.000       | Gvozdenović 36'                                                                   | 0 – 1 1 – 1                                                 | 18' Kpaka                                                          | Butina De Cock (83' Roelandts), Maertens, Rozehnal, Van der Heyden Clement , Englebert, Gvozdenović (75' Stoica) Verheyen, Lange, Balaban (75' Victor) 4–3–3 punt naar achteren | Maertens Verheyen 76' Maertens          |
| 17 oktober 2004 20:00 Daknamstadion Lokeren (Daknam) Ref.: Claude Bourdouxhe Toeschouwers: 7.500                  | Lokeren SNW                                                                       | 0 – 2                                                       | Club Brugge                                                        | Butina Cornelis, Maertens, Clement, Van der Heyden Simons , Englebert, Gvozdenović (82' De Cock) Victor (72' Čeh), Lange (85' Van Tornhout), Balaban 4–3–3 punt naar achteren | 40' Balaban                             |
| 17 oktober 2004 20:00 Daknamstadion Lokeren (Daknam) Ref.: Claude Bourdouxhe Toeschouwers: 7.500                  |                                                                                   | 0 – 1 0 – 2                                                 | 1' Victor 90+3' Van Tornhout                                       | Butina Cornelis, Maertens, Clement, Van der Heyden Simons , Englebert, Gvozdenović (82' De Cock) Victor (72' Čeh), Lange (85' Van Tornhout), Balaban 4–3–3 punt naar achteren | 40' Balaban                             |
| 24 oktober 2004 19:00 Jan Breydelstadion Brugge (Sint-Andries) Ref.: Ruud Bossen Toeschouwers: 23.500             | Club Brugge                                                                       | 2 – 0                                                       | La Louvière                                                        | Butina Cornelis (57' De Cock), Maertens, Rozehnal, Van der Heyden Simons , Englebert, Čeh Verheyen, Lange (88' Van Tornhout), Balaban (77' Victor) 4–3–3 punt naar achteren | Rozehnal Englebert                      |
| 24 oktober 2004 19:00 Jan Breydelstadion Brugge (Sint-Andries) Ref.: Ruud Bossen Toeschouwers: 23.500             | Čeh 44' Englebert 81'                                                             | 1 – 0 2 – 0                                                 |                                                                    | Butina Cornelis (57' De Cock), Maertens, Rozehnal, Van der Heyden Simons , Englebert, Čeh Verheyen, Lange (88' Van Tornhout), Balaban (77' Victor) 4–3–3 punt naar achteren | Rozehnal Englebert                      |
| 30 oktober 2004 20:00 Sclessin Luik Ref.: Serge Gumienny Toeschouwers: 16.500                                     | Standard Luik                                                                     | 1 – 4                                                       | Club Brugge                                                        | Butina De Cock, Maertens, Rozehnal, Van der Heyden Simons , Englebert, Čeh (84' Gvozdenović) Verheyen, Lange, Balaban (71' Victor) 4–3–3 punt naar achteren 3–4–2–1 libero in 84' | 56' Englebert                           |
| 30 oktober 2004 20:00 Sclessin Luik Ref.: Serge Gumienny Toeschouwers: 16.500                                     | Tchité 27'                                                                        | 0 – 1 1 – 1 1 – 2 1 – 3 1 – 4                               | 24' Balaban 61' Englebert 78' Englebert 87' (pen) Simons           | Butina De Cock, Maertens, Rozehnal, Van der Heyden Simons , Englebert, Čeh (84' Gvozdenović) Verheyen, Lange, Balaban (71' Victor) 4–3–3 punt naar achteren 3–4–2–1 libero in 84' | 56' Englebert                           |
| 5 november 2004 20:30 Jan Breydelstadion Brugge (Sint-Andries) Ref.: Eddie Vermeirsch Toeschouwers: 23.501        | Club Brugge                                                                       | 2 – 0                                                       | KVC Westerlo                                                       | Butina De Cock, Maertens, Rozehnal, Van der Heyden Simons , Englebert, Čeh (84' Gvozdenović) Verheyen, Lange (75' Van Tornhout), Balaban (83' Victor) 4–3–3 punt naar achteren 3–4–2–1 libero in 84' |                                         |
| 5 november 2004 20:30 Jan Breydelstadion Brugge (Sint-Andries) Ref.: Eddie Vermeirsch Toeschouwers: 23.501        | Balaban 18' Verheyen 35'                                                          | 1 – 0 2 – 0                                                 |                                                                    | Butina De Cock, Maertens, Rozehnal, Van der Heyden Simons , Englebert, Čeh (84' Gvozdenović) Verheyen, Lange (75' Van Tornhout), Balaban (83' Victor) 4–3–3 punt naar achteren 3–4–2–1 libero in 84' |                                         |
| 10 november 2004 20:00 Het Kiel Antwerpen (Wilrijk) Ref.: Joeri Van de Velde Toeschouwers: 10.000                 | Germinal Beerschot                                                                | 0 – 1                                                       | Club Brugge                                                        | Butina De Cock, Maertens, Rozehnal, Van der Heyden Simons , Englebert, Čeh (67' Gvozdenović) Verheyen, Lange (90' Clement), Balaban (66' Victor) 4–3–3 punt naar achteren 3–4–2–1 libero in 67' 5–3–2 libero in 90' | Van der Heyden                          |
| 10 november 2004 20:00 Het Kiel Antwerpen (Wilrijk) Ref.: Joeri Van de Velde Toeschouwers: 10.000                 |                                                                                   | 0 – 1                                                       | 17' Van der Heyden                                                 | Butina De Cock, Maertens, Rozehnal, Van der Heyden Simons , Englebert, Čeh (67' Gvozdenović) Verheyen, Lange (90' Clement), Balaban (66' Victor) 4–3–3 punt naar achteren 3–4–2–1 libero in 67' 5–3–2 libero in 90' | Van der Heyden                          |
| 27 november 2004 20:00 Jan Breydelstadion Brugge (Sint-Andries) Ref.: Frank De Bleeckere Toeschouwers: 23.041     | Club Brugge                                                                       | 3 – 0                                                       | Excelsior Moeskroen                                                | Butina De Cock, Clement (44' Serebrennikov), Rozehnal, Gvozdenović Simons , Englebert, Čeh (80' Roelandts) Verheyen, Lange, Van Tornhout (56' Victor) 4–3–3 punt naar achteren 4–3–3 punt naar voren / 4–2–3–1 in 44' [Simons centrale verdediger, Serebrennikov 6, Englebert 8 en Čeh 10 in 44'] | 85' Lange                               |
| 27 november 2004 20:00 Jan Breydelstadion Brugge (Sint-Andries) Ref.: Frank De Bleeckere Toeschouwers: 23.041     | Simons 2' (pen) Lange 35' Simons 56'                                              | 1 – 0 2 – 0 3 – 0                                           |                                                                    | Butina De Cock, Clement (44' Serebrennikov), Rozehnal, Gvozdenović Simons , Englebert, Čeh (80' Roelandts) Verheyen, Lange, Van Tornhout (56' Victor) 4–3–3 punt naar achteren 4–3–3 punt naar voren / 4–2–3–1 in 44' [Simons centrale verdediger, Serebrennikov 6, Englebert 8 en Čeh 10 in 44'] | 85' Lange                               |
| 4 december 2004 20:00 Jan Breydelstadion Brugge (Sint-Andries) Ref.: Peter Vervecken Toeschouwers: 23.018         | Club Brugge                                                                       | 3 – 1                                                       | Bergen                                                             | Butina De Cock, Maertens, Rozehnal, Van der Heyden Simons , Englebert, Čeh (72' Blondel) Verheyen (72' Victor), Lange, Balaban (85' Van Tornhout) 4–3–3 punt naar achteren |                                         |
| 4 december 2004 20:00 Jan Breydelstadion Brugge (Sint-Andries) Ref.: Peter Vervecken Toeschouwers: 23.018         | Simons 19' (pen) Englebert 61' Verheyen 66'                                       | 1 – 0 2 – 0 3 – 0 3 – 1                                     | 78' (pen) Goussé                                                   | Butina De Cock, Maertens, Rozehnal, Van der Heyden Simons , Englebert, Čeh (72' Blondel) Verheyen (72' Victor), Lange, Balaban (85' Van Tornhout) 4–3–3 punt naar achteren |                                         |
| 11 december 2004 20:00 Constant Vanden Stockstadion Brussel (Anderlecht) Ref.: Johan Verbist Toeschouwers: 25.693 | RSC Anderlecht                                                                    | 2 – 1                                                       | Club Brugge                                                        | Butina De Cock, Maertens (82' Clement), Rozehnal, Van der Heyden Simons , Englebert, Čeh Verheyen, Lange, Balaban (17' Victor (78' Gvozdenović)) 4–3–3 punt naar achteren 4–3–3 punt naar voren / 4–2–3–1 in 82' [Simons centrale verdediger, Clement 6, Englebert 8 en Čeh 10 in 82'] | 5' De Cock 40' Rozehnal                 |
| 11 december 2004 20:00 Constant Vanden Stockstadion Brussel (Anderlecht) Ref.: Johan Verbist Toeschouwers: 25.693 | Vanderhaeghe 68' Jestrović 84'                                                    | 0 – 1 1 – 1 2 – 1                                           | 22' Čeh                                                            | Butina De Cock, Maertens (82' Clement), Rozehnal, Van der Heyden Simons , Englebert, Čeh Verheyen, Lange, Balaban (17' Victor (78' Gvozdenović)) 4–3–3 punt naar achteren 4–3–3 punt naar voren / 4–2–3–1 in 82' [Simons centrale verdediger, Clement 6, Englebert 8 en Čeh 10 in 82'] | 5' De Cock 40' Rozehnal                 |
| 18 december 2004 20:00 Jan Breydelstadion Brugge (Sint-Andries) Ref.: Joeri Van de Velde Toeschouwers: 22.557     | Club Brugge                                                                       | 5 – 1                                                       | STVV                                                               | Butina Cornelis, Clement, Špilár, Van der Heyden Simons , Englebert (80' Roelandts), Čeh Verheyen (87' Van Tornhout), Lange, Blondel 4–3–3 punt naar achteren |                                         |
| 18 december 2004 20:00 Jan Breydelstadion Brugge (Sint-Andries) Ref.: Joeri Van de Velde Toeschouwers: 22.557     | Verheyen 9' Simons 12' (pen) Blondel 31' Verheyen 57' Lange 61'                   | 1 – 0 2 – 0 3 – 0 3 – 1 4 – 1 5 – 1                         | 35' Buvens                                                         | Butina Cornelis, Clement, Špilár, Van der Heyden Simons , Englebert (80' Roelandts), Čeh Verheyen (87' Van Tornhout), Lange, Blondel 4–3–3 punt naar achteren |                                         |
| Terugronde |                                                                                   |                                                             |                                                                    | |                                         |
| 15 januari 2005 20:00 Jan Breydelstadion Brugge (Sint-Andries) Ref.: Peter Jordens Toeschouwers: 24.166           | Club Brugge                                                                       | 3 – 1                                                       | KSK Beveren                                                        | Butina De Cock, Maertens, Rozehnal, Van der Heyden Simons , Englebert (85' Hermans), Čeh Verheyen, Lange (80' Victor), Blondel (80' Ishiaku) 4–3–3 punt naar achteren |                                         |
| 15 januari 2005 20:00 Jan Breydelstadion Brugge (Sint-Andries) Ref.: Peter Jordens Toeschouwers: 24.166           | Blondel 7' Lange 33' Van der Heyden 75'                                           | 1 – 0 2 – 0 2 – 1 3 – 1                                     | 40' Sanogo                                                         | Butina De Cock, Maertens, Rozehnal, Van der Heyden Simons , Englebert (85' Hermans), Čeh Verheyen, Lange (80' Victor), Blondel (80' Ishiaku) 4–3–3 punt naar achteren |                                         |
| 23 januari 2005 15:00 Jules Ottenstadion Gent (Gentbrugge) Ref.: Frank De Bleeckere Toeschouwers: 10.840          | KAA Gent                                                                          | 0 – 1                                                       | Club Brugge                                                        | Butina De Cock (79' Cornelis), Maertens, Rozehnal, Van der Heyden Simons , Englebert, Čeh (63' Ishiaku) Verheyen, Lange, Blondel 4–3–3 punt naar achteren KAA Gent en Club Brugge speelden in een uniek tenue met opschrift TSUNAMI 12-12 nopens een geldinzameling voor de slachtoffers van de zeebeving in de Indische Oceaan op tweede kerstdag 2004. KAA Gent paste zich aan en droeg het uittenue, Club Brugge het thuistenue. | Blondel Englebert                       |
| 23 januari 2005 15:00 Jules Ottenstadion Gent (Gentbrugge) Ref.: Frank De Bleeckere Toeschouwers: 10.840          |                                                                                   | 0 – 1                                                       | 63' Lange                                                          | Butina De Cock (79' Cornelis), Maertens, Rozehnal, Van der Heyden Simons , Englebert, Čeh (63' Ishiaku) Verheyen, Lange, Blondel 4–3–3 punt naar achteren KAA Gent en Club Brugge speelden in een uniek tenue met opschrift TSUNAMI 12-12 nopens een geldinzameling voor de slachtoffers van de zeebeving in de Indische Oceaan op tweede kerstdag 2004. KAA Gent paste zich aan en droeg het uittenue, Club Brugge het thuistenue. | Blondel Englebert                       |
| 29 januari 2005 20:00 Jan Breydelstadion Brugge (Sint-Andries) Ref.: Didier Petitjean Toeschouwers: 23.931        | Club Brugge                                                                       | 7 – 3                                                       | KV Oostende                                                        | Butina Cornelis, Maertens, Rozehnal (79' Vlaeminck), Van der Heyden Simons , Clement, Čeh (85' Roelandts) Verheyen (79' Yulu-Matondo), Lange, Ishiaku 4–3–3 punt naar achteren [Clement centrale verdediger in 79'] | 42' Čeh                                 |
| 29 januari 2005 20:00 Jan Breydelstadion Brugge (Sint-Andries) Ref.: Didier Petitjean Toeschouwers: 23.931        | Ishiaku 7' Clement 9' Verheyen 15' Verheyen 25' Clement 28' Lange 31' Clement 76' | 1 – 0 2 – 0 3 – 0 4 – 0 4 – 1 5 – 1 6 – 1 6 – 2 6 – 3 7 – 3 | 27' Zoko 40' Portier 59' De Wilde                                  | Butina Cornelis, Maertens, Rozehnal (79' Vlaeminck), Van der Heyden Simons , Clement, Čeh (85' Roelandts) Verheyen (79' Yulu-Matondo), Lange, Ishiaku 4–3–3 punt naar achteren [Clement centrale verdediger in 79'] | 42' Čeh                                 |
| 5 februari 2005 20:00 Herman Vanderpoortenstadion Lier Ref.: Joeri Van de Velde Toeschouwers: 9.800               | Lierse                                                                            | 0 – 2                                                       | Club Brugge                                                        | Butina Cornelis, Maertens, Rozehnal, Van der Heyden Simons , Englebert, Čeh (89' Roelandts) Verheyen, Lange (82' Yulu-Matondo), Ishiaku (57' Victor) 4–3–3 punt naar achteren | Victor                                  |
| 5 februari 2005 20:00 Herman Vanderpoortenstadion Lier Ref.: Joeri Van de Velde Toeschouwers: 9.800               |                                                                                   | 0 – 1 0 – 2                                                 | 26' Čeh 81' Victor                                                 | Butina Cornelis, Maertens, Rozehnal, Van der Heyden Simons , Englebert, Čeh (89' Roelandts) Verheyen, Lange (82' Yulu-Matondo), Ishiaku (57' Victor) 4–3–3 punt naar achteren | Victor                                  |
| 12 februari 2005 20:00 Jan Breydelstadion Brugge (Sint-Andries) Ref.: Peter Vervecken Toeschouwers: 21.000        | Club Brugge                                                                       | 1 – 1                                                       | Sporting Charleroi                                                 | Butina Cornelis, Maertens, Rozehnal, Van der Heyden Simons , Englebert (86' Clement), Čeh Verheyen (86' Van Tornhout), Lange, Ishiaku (77' Victor) 4–3–3 punt naar achteren 3–4–2–1 libero in 86' | Maertens Englebert                      |
| 12 februari 2005 20:00 Jan Breydelstadion Brugge (Sint-Andries) Ref.: Peter Vervecken Toeschouwers: 21.000        | Lange 46'                                                                         | 0 – 1 1 – 1                                                 | 36' Macquet                                                        | Butina Cornelis, Maertens, Rozehnal, Van der Heyden Simons , Englebert (86' Clement), Čeh Verheyen (86' Van Tornhout), Lange, Ishiaku (77' Victor) 4–3–3 punt naar achteren 3–4–2–1 libero in 86' | Maertens Englebert                      |
| 20 februari 2005 15:00 Jan Breydelstadion Brugge (Sint-Andries) Ref.: Serge Gumienny Toeschouwers: 12.450         | Cercle Brugge                                                                     | 1 – 2                                                       | Club Brugge                                                        | Butina Cornelis, Maertens, Rozehnal, Van der Heyden Simons , Englebert (61' Clement), Čeh Verheyen (70' Yulu-Matondo), Lange, Ishiaku (61' Victor) 4–3–3 punt naar achteren 3–4–2–1 libero in 61' | Cornelis                                |
| 20 februari 2005 15:00 Jan Breydelstadion Brugge (Sint-Andries) Ref.: Serge Gumienny Toeschouwers: 12.450         | Dekelver 10'                                                                      | 1 – 0 1 – 1 1 – 2                                           | 74' Lange 75' Yulu-Matondo                                         | Butina Cornelis, Maertens, Rozehnal, Van der Heyden Simons , Englebert (61' Clement), Čeh Verheyen (70' Yulu-Matondo), Lange, Ishiaku (61' Victor) 4–3–3 punt naar achteren 3–4–2–1 libero in 61' | Cornelis                                |
| 9 maart 2005 20:30 Jan Breydelstadion Brugge (Sint-Andries) Ref.: Kevin Blom Toeschouwers: 22.700                 | Club Brugge                                                                       | 4 – 1                                                       | FC Brussels                                                        | Butina Cornelis, Maertens, Rozehnal, Van der Heyden Simons , Englebert (85' Vlaeminck), Čeh Verheyen (70' Victor), Lange, Ishiaku (46' Balaban) 4–3–3 punt naar achteren | Balaban                                 |
| 9 maart 2005 20:30 Jan Breydelstadion Brugge (Sint-Andries) Ref.: Kevin Blom Toeschouwers: 22.700                 | Čeh 15' Van der Heyden 38' Lange 45' Lange 90'                                    | 1 – 0 1 – 1 2 – 1 3 – 1 4 – 1                               | 35' De Camargo                                                     | Butina Cornelis, Maertens, Rozehnal, Van der Heyden Simons , Englebert (85' Vlaeminck), Čeh Verheyen (70' Victor), Lange, Ishiaku (46' Balaban) 4–3–3 punt naar achteren | Balaban                                 |
| 12 maart 2005 20:00 Cristal Arena Genk Ref.: Frank De Bleeckere Toeschouwers: 24.000                              | KRC Genk                                                                          | 2 – 1                                                       | Club Brugge                                                        | Butina Cornelis, Maertens (80' Clement), Rozehnal (80' Blondel), Van der Heyden Simons , Englebert, Čeh Verheyen, Lange, Balaban (84' Ishiaku) 4–3–3 punt naar achteren 4–3–3 punt naar voren / 4–2–3–1 in 80' | Cornelis Simons                         |
| 12 maart 2005 20:00 Cristal Arena Genk Ref.: Frank De Bleeckere Toeschouwers: 24.000                              | Engelaar 38' Vandenbergh 54'                                                      | 1 – 0 2 – 0 2 – 1                                           | 59' Balaban                                                        | Butina Cornelis, Maertens (80' Clement), Rozehnal (80' Blondel), Van der Heyden Simons , Englebert, Čeh Verheyen, Lange, Balaban (84' Ishiaku) 4–3–3 punt naar achteren 4–3–3 punt naar voren / 4–2–3–1 in 80' | Cornelis Simons                         |
| 19 maart 2005 20:00 Jan Breydelstadion Brugge (Sint-Andries) Ref.: Luc Wouters Toeschouwers: 25.926               | Club Brugge                                                                       | 0 – 0                                                       | Lokeren SNW                                                        | Butina De Cock, Maertens, Clement, Van der Heyden Simons , Englebert, Čeh (63' Blondel) Verheyen (75' Ishiaku), Lange, Balaban (82' Victor) 4–3–3 punt naar achteren | 84' Lange                               |
| 19 maart 2005 20:00 Jan Breydelstadion Brugge (Sint-Andries) Ref.: Luc Wouters Toeschouwers: 25.926               |                                                                                   |                                                             |                                                                    | Butina De Cock, Maertens, Clement, Van der Heyden Simons , Englebert, Čeh (63' Blondel) Verheyen (75' Ishiaku), Lange, Balaban (82' Victor) 4–3–3 punt naar achteren | 84' Lange                               |
| 2 april 2005 20:00 Tivoli La Louvière Ref.: Peter Vervecken Toeschouwers: 5.500                                   | La Louvière                                                                       | 0 – 2                                                       | Club Brugge                                                        | Butina Cornelis, Maertens, Clement, Van der Heyden Simons , Englebert, Blondel (86' Klukowski) Verheyen (89' Van Tornhout), Victor, Balaban (67' Ishiaku) 4–3–3 punt naar achteren 3–4–2–1 libero met Rozehnal libero, Van der Heyden centrale verdediger en Clement 8 in 86' | Blondel Englebert Verheyen              |
| 2 april 2005 20:00 Tivoli La Louvière Ref.: Peter Vervecken Toeschouwers: 5.500                                   |                                                                                   | 0 – 1 0 – 2                                                 | 60' Verheyen 90+1' Verheyen                                        | Butina Cornelis, Maertens, Clement, Van der Heyden Simons , Englebert, Blondel (86' Klukowski) Verheyen (89' Van Tornhout), Victor, Balaban (67' Ishiaku) 4–3–3 punt naar achteren 3–4–2–1 libero met Rozehnal libero, Van der Heyden centrale verdediger en Clement 8 in 86' | Blondel Englebert Verheyen              |
| 9 april 2005 20:00 Jan Breydelstadion Brugge (Sint-Andries) Ref.: Johny Ver Eecke Toeschouwers: 27.300            | Club Brugge                                                                       | 1 – 1                                                       | Standard Luik                                                      | Butina Cornelis, Maertens, Clement, Van der Heyden Simons , Englebert, Čeh Verheyen (46' Van Tornhout), Lange, Balaban (90' Victor) 4–3–3 punt naar achteren | Lange Čeh Simons                        |
| 9 april 2005 20:00 Jan Breydelstadion Brugge (Sint-Andries) Ref.: Johny Ver Eecke Toeschouwers: 27.300            | Verheyen 38'                                                                      | 0 – 1 1 – 1                                                 | 15' Conceição                                                      | Butina Cornelis, Maertens, Clement, Van der Heyden Simons , Englebert, Čeh Verheyen (46' Van Tornhout), Lange, Balaban (90' Victor) 4–3–3 punt naar achteren | Lange Čeh Simons                        |
| 16 april 2005 20:00 't Kuipje Westerlo Ref.: Peter Jordens Toeschouwers: 8.500                                    | KVC Westerlo                                                                      | 1 – 3                                                       | Club Brugge                                                        | Butina Cornelis, Clement, Rozehnal, Van der Heyden Simons , De Cock (85' Englebert), Čeh Verheyen, Lange (80' Yulu-Matondo), Blondel (65' Ishiaku) 4–3–3 punt naar achteren |                                         |
| 16 april 2005 20:00 't Kuipje Westerlo Ref.: Peter Jordens Toeschouwers: 8.500                                    | Jajá Coelho 4'                                                                    | 1 – 0 1 – 1 1 – 2 1 – 3                                     | 14' Clement 59' Lange 79' Lange                                    | Butina Cornelis, Clement, Rozehnal, Van der Heyden Simons , De Cock (85' Englebert), Čeh Verheyen, Lange (80' Yulu-Matondo), Blondel (65' Ishiaku) 4–3–3 punt naar achteren |                                         |
| 23 april 2005 20:00 Jan Breydelstadion Brugge (Sint-Andries) Ref.: Frank De Bleeckere Toeschouwers: 26.800        | Club Brugge                                                                       | 6 – 0                                                       | Germinal Beerschot                                                 | Butina Cornelis (78' De Cock), Maertens, Clement, Van der Heyden (84' Klukowski) Simons , Englebert, Čeh (78' Balaban) Verheyen, Lange, Blondel 4–3–3 punt naar achteren |                                         |
| 23 april 2005 20:00 Jan Breydelstadion Brugge (Sint-Andries) Ref.: Frank De Bleeckere Toeschouwers: 26.800        | Lange 23' Čeh 27' Verheyen 33' Verheyen 41' Čeh 48' Simons 63'                    | 1 – 0 2 – 0 3 – 0 4 – 0 5 – 0 6 – 0                         |                                                                    | Butina Cornelis (78' De Cock), Maertens, Clement, Van der Heyden (84' Klukowski) Simons , Englebert, Čeh (78' Balaban) Verheyen, Lange, Blondel 4–3–3 punt naar achteren |                                         |
| 30 april 2005 20:00 Le Cannonier Moeskroen Ref.: Peter Vervecken Toeschouwers: 8.000                              | Excelsior Moeskroen                                                               | 0 – 1                                                       | Club Brugge                                                        | Butina Cornelis, Maertens, Clement, Van der Heyden (80' Klukowski) Simons (88' Rozehnal), Englebert, Čeh Verheyen, Lange, Blondel (64' Balaban) 4–3–3 punt naar achteren [Rozehnal centrale verdediger en Clement 6 in 88'] | Verheyen                                |
| 30 april 2005 20:00 Le Cannonier Moeskroen Ref.: Peter Vervecken Toeschouwers: 8.000                              |                                                                                   | 0 – 1                                                       | 79' Balaban                                                        | Butina Cornelis, Maertens, Clement, Van der Heyden (80' Klukowski) Simons (88' Rozehnal), Englebert, Čeh Verheyen, Lange, Blondel (64' Balaban) 4–3–3 punt naar achteren [Rozehnal centrale verdediger en Clement 6 in 88'] | Verheyen                                |
| 7 mei 2005 20:00 Charles Tondreaustadion Bergen Ref.: Joeri Van de Velde Toeschouwers: 9.000                      | Bergen                                                                            | 0 – 0                                                       | Club Brugge                                                        | Butina Cornelis, Maertens, Rozehnal (80' Van Tornhout), Van der Heyden Clement , Englebert, Čeh (73' Klukowski) Verheyen (73' Balaban), Lange, Ishiaku 4–3–3 punt naar achteren 4–4–2 vlak / 4–2–4 vlak met Maertens en Van der Heyden centrale verdediger in 80' |                                         |
| 7 mei 2005 20:00 Charles Tondreaustadion Bergen Ref.: Joeri Van de Velde Toeschouwers: 9.000                      |                                                                                   |                                                             |                                                                    | Butina Cornelis, Maertens, Rozehnal (80' Van Tornhout), Van der Heyden Clement , Englebert, Čeh (73' Klukowski) Verheyen (73' Balaban), Lange, Ishiaku 4–3–3 punt naar achteren 4–4–2 vlak / 4–2–4 vlak met Maertens en Van der Heyden centrale verdediger in 80' |                                         |
| 15 mei 2005 15:00 Jan Breydelstadion Brugge (Sint-Andries) Ref.: Serge Gumienny Toeschouwers: 27.700              | Club Brugge                                                                       | 2 – 2                                                       | RSC Anderlecht                                                     | Butina Simons Maertens, Clement, Rozehnal Cornelis, Čeh, Englebert, Klukowski Verheyen, Lange (89' Ishiaku) 4–4–2 libero stopper |                                         |
| 15 mei 2005 15:00 Jan Breydelstadion Brugge (Sint-Andries) Ref.: Serge Gumienny Toeschouwers: 27.700              | Čeh 1' Čeh 38'                                                                    | 1 – 0 1 – 1 2 – 1 2 – 2                                     | 36' Tihinen 56' Jestrović                                          | Butina Simons Maertens, Clement, Rozehnal Cornelis, Čeh, Englebert, Klukowski Verheyen, Lange (89' Ishiaku) 4–4–2 libero stopper |                                         |
| 21 mei 2005 20:00 Staaien Sint-Truiden Ref.: Eddie Vermeirsch Toeschouwers: 11.500                                | STVV                                                                              | 3 – 2                                                       | Club Brugge                                                        | Stijnen De Cock (46' Cornelis), Clement , Rozehnal, Klukowski Serebrennikov, Roelandts, Vlaeminck (72' Maertens) Ishiaku, Victor (72' Van Tornhout), Balaban 4–3–3 punt naar voren / 4–2–3–1 | 11' De Cock 35' Serebrennikov           |
| 21 mei 2005 20:00 Staaien Sint-Truiden Ref.: Eddie Vermeirsch Toeschouwers: 11.500                                | Hajnal 30' Hajnal 40' Ipoua 85'                                                   | 0 – 1 1 – 1 2 – 1 3 – 1 3 – 2                               | 20' Rozehnal 87' Van Tornhout                                      | Stijnen De Cock (46' Cornelis), Clement , Rozehnal, Klukowski Serebrennikov, Roelandts, Vlaeminck (72' Maertens) Ishiaku, Victor (72' Van Tornhout), Balaban 4–3–3 punt naar voren / 4–2–3–1 | 11' De Cock 35' Serebrennikov           |

| BEV (uit) | GNT (thuis) | OOS (uit) | LIE (thuis) | CHA (uit) | CER (thuis) | BRUS (uit) | GNK (thuis) | LOK (uit) | LaL (thuis) |

| STA (uit) | WES (thuis) | GBA (uit) | MOE (thuis) | BER (thuis) | RSCA (uit) | STVV (thuis) | BEV (thuis) | GNT (uit) | OOS (thuis) |

| LIE (uit) | CHA (thuis) | CER (uit) | BRUS (thuis) | GNK (uit) | LOK (thuis) | LaL (uit) | STA (thuis) | WES (uit) | GBA (thuis) |

| MOE (uit) | BER (uit) | RSCA (thuis) | STVV (uit) |

#### Opmerking
1. ↑  Shirtsponsor Dexia ruimde gelegenheidshalve plaats voor het opschrift TSUNAMI 12-12 uit solidariteit met de slachtoffers van de zeebeving in Thailand en Indonesië.

### Klassement
|         |    |                    | P  | W  | G  | V  | +  | -  | DS  | Ptn |
| ------- | -- | ------------------ | -- | -- | -- | -- | -- | -- | --- | --- |
| K (CL)  | 1  | Club Brugge        | 34 | 24 | 7  | 3  | 83 | 25 | +58 | 79  |
| (CL)    | 2  | Anderlecht         | 34 | 23 | 7  | 4  | 75 | 34 | +41 | 76  |
| (UEFA)  | 3  | Genk               | 34 | 21 | 7  | 6  | 59 | 37 | +22 | 70  |
|         | 4  | Standard           | 34 | 21 | 7  | 6  | 64 | 30 | +34 | 70  |
|         | 5  | Charleroi          | 34 | 19 | 7  | 8  | 47 | 34 | +13 | 64  |
|         | 6  | AA Gent            | 34 | 18 | 5  | 11 | 46 | 36 | +10 | 59  |
|         | 7  | La Louvière        | 34 | 12 | 8  | 14 | 43 | 43 | +0  | 44  |
|         | 8  | Lokeren            | 34 | 11 | 11 | 12 | 36 | 38 | −2  | 44  |
| (beker) | 9  | Germinal Beerschot | 34 | 12 | 6  | 16 | 36 | 45 | −9  | 42  |
|         | 10 | Lierse             | 34 | 12 | 5  | 17 | 57 | 60 | −3  | 41  |
|         | 11 | Cercle Brugge      | 34 | 12 | 5  | 17 | 45 | 74 | −29 | 41  |
|         | 12 | Westerlo           | 34 | 11 | 6  | 17 | 34 | 54 | −20 | 39  |
|         | 13 | Moeskroen          | 34 | 10 | 6  | 18 | 40 | 43 | −3  | 36  |
|         | 14 | Sint-Truiden       | 34 | 10 | 6  | 18 | 40 | 58 | −18 | 36  |
|         | 15 | Brussels           | 34 | 10 | 3  | 21 | 32 | 60 | −28 | 33  |
|         | 16 | Beveren            | 34 | 8  | 8  | 18 | 43 | 59 | −16 | 32  |
| D       | 17 | Oostende           | 34 | 6  | 9  | 19 | 31 | 62 | −31 | 27  |
| D       | 18 | Mons               | 34 | 7  | 5  | 22 | 39 | 58 | −19 | 26  |

P: wedstrijden gespeeld, W: wedstrijden gewonnen, G: gelijke spelen, V: wedstrijden verloren, +: gescoorde doelpunten, -: doelpunten tegen, DS: doelsaldo, Ptn: totaal punten
K: kampioen, D: degradeert, (beker): bekerwinnaar, (UEFA): geplaatst voor UEFA-beker

## UEFA Champions League

### Tweede voorronde (heen)
|                                                     |                  |                |                   |                                                                              |
| 28 juli 2004 Tweede voorronde UEFA Champions League | Club Brugge      | 2 – 0          | Lokomotiv Plovdiv | Jan Breydelstadion, Brugge Toeschouwers: 12.767 Scheidsrechter: Duarte Gomes |
| 28 juli 2004 Tweede voorronde UEFA Champions League | 71', 88' Balaban | Wedstrijdfiche |                   | Jan Breydelstadion, Brugge Toeschouwers: 12.767 Scheidsrechter: Duarte Gomes |

| Club Brugge | Lokomotiv Plovdiv |

| Club Brugge (4–3–3 punt naar achteren): |    |                      |     |
|                                         |    |                      |     |
| GK                                      | 1  | Tomislav Butina      |     |
| RB                                      | 26 | Birger Maertens      |     |
| CB                                      | 15 | Marek Špilár         |     |
| CB                                      | 6  | Philippe Clement     |     |
| LB                                      | 5  | Peter Van der Heyden |     |
| DM                                      | 3  | Timmy Simons         |     |
| CM                                      | 8  | Gaëtan Englebert     | 81' |
| CM                                      | 10 | Nastja Čeh           |     |
| RW                                      | 7  | Gert Verheyen        | 90' |
| CF                                      | 19 | Rune Lange           | 75' |
| LW                                      | 14 | Boško Balaban        |     |
| Wisselspelers:                          |    |                      |     |
|                                         |    |                      |     |
| FW                                      | 9  | Bengt Sæternes       | 75' |
| MF                                      | 20 | Alin Stoica          | 81' |
| FW                                      | 30 | Victor               | 90' |
| Coach:                                  |    |                      |     |
| Trond Sollied                           |    |                      |     |

| Lokomotiv Plovdiv (4–4–2 ruit): |    |                      |     |
|                                 |    |                      |     |
| GK                              | 1  | Stojan Kolev         |     |
| RB                              | 2  | Vladimir Ivanov      |     |
| CB                              | 3  | Aleksandar Toentsjev |     |
| CB                              | 6  | Kiril Kotev          |     |
| LB                              | 24 | Robert Petrov        |     |
| DM                              | 19 | Krasimir Dimitrov    |     |
| RM                              | 7  | Georgi Iliev         |     |
| LM                              | 13 | Metodi Stojnev       | 67' |
| AM                              | 25 | Ivan Krizmanić       | 58' |
| RF                              | 23 | Ekundayo Jayeoba     | 88' |
| LF                              | 11 | Martin Kamboerov     |     |
| Wisselspelers:                  |    |                      |     |
|                                 |    |                      |     |
| FW                              | 10 | Boban Jančevski      | 58' |
| MF                              | 16 | Ivo Mihajlov         | 67' |
| DF                              | 20 | Igor Paskov          | 88' |
| Coach:                          |    |                      |     |
| Edoeard Eranosjan               |    |                      |     |

### Tweede voorronde (terug)
|                                                        |                   |                |                                       |                                                                       |
| 4 augustus 2004 Tweede voorronde UEFA Champions League | Lokomotiv Plovdiv | 0 – 4          | Club Brugge                           | Naftax, Boergas Toeschouwers: 11.000 Scheidsrechter: Matteo Trefoloni |
| 4 augustus 2004 Tweede voorronde UEFA Champions League |                   | Wedstrijdfiche | 14', 44' Balaban 74' Sæternes 84' Čeh | Naftax, Boergas Toeschouwers: 11.000 Scheidsrechter: Matteo Trefoloni |

| Lokomotiv Plovdiv | Club Brugge |

| Lokomotiv Plovdiv (4–4–2 ruit): |    |                      |     |
|                                 |    |                      |     |
| GK                              | 1  | Stojan Kolev         |     |
| RB                              | 20 | Ivan Paskov          |     |
| CB                              | 3  | Aleksandar Toentsjev | 82' |
| CB                              | 6  | Kiril Kotev          | 50' |
| LB                              | 24 | Robert Petrov        | 26' |
| DM                              | 19 | Krasimir Dimitrov    |     |
| RM                              | 7  | Georgi Iliev         |     |
| LM                              | 13 | Metodi Stojnev       |     |
| AM                              | 25 | Ivan Krizmanić       |     |
| RF                              | 23 | Ekundayo Jayeoba     | 67' |
| LF                              | 11 | Martin Kamboerov     |     |
| Wisselspelers:                  |    |                      |     |
|                                 |    |                      |     |
| DF                              | 22 | Velko Hristev        | 26' |
| FW                              | 17 | Nedjalko Hoebenov    | 50' |
| FW                              | 18 | Javor Vandev         | 67' |
| Coach:                          |    |                      |     |
| Edoeard Eranosjan               |    |                      |     |

| Club Brugge (4–3–3 punt naar achteren): |    |                      |     |
|                                         |    |                      |     |
| GK                                      | 1  | Tomislav Butina      |     |
| RB                                      | 26 | Birger Maertens      | 35' |
| CB                                      | 15 | Marek Špilár         |     |
| CB                                      | 6  | Philippe Clement     |     |
| LB                                      | 5  | Peter Van der Heyden |     |
| DM                                      | 3  | Timmy Simons         |     |
| CM                                      | 8  | Gaëtan Englebert     |     |
| CM                                      | 10 | Nastja Čeh           |     |
| RW                                      | 7  | Gert Verheyen        |     |
| CF                                      | 19 | Rune Lange           | 67' |
| LW                                      | 14 | Boško Balaban        | 76' |
| Wisselspelers:                          |    |                      |     |
|                                         |    |                      |     |
| DF                                      | 4  | David Rozehnal       | 35' |
| FW                                      | 9  | Bengt Sæternes       | 67' |
| FW                                      | 30 | Victor               | 76' |
| Coach:                                  |    |                      |     |
| Trond Sollied                           |    |                      |     |

### Derde voorronde (heen)
|                                                        |                                                 |                                 |             |                                                                          |
| 11 augustus 2004 Derde voorronde UEFA Champions League | FK Sjachtar Donetsk                             | 4 – 1                           | Club Brugge | RSK Olimpijskyj, Donetsk Toeschouwers: 25.093 Scheidsrechter: Tom Øvrebø |
| 11 augustus 2004 Derde voorronde UEFA Champions League | 15' Aghahowa 70' Marica 77' Vorobey 90' Brandão | Wedstrijdfiche Wedstrijdverslag | 50' Balaban | RSK Olimpijskyj, Donetsk Toeschouwers: 25.093 Scheidsrechter: Tom Øvrebø |

| FK Sjachtar Donetsk | Club Brugge |

| FK Sjachtar Donetsk (4–3–3 punt naar achteren): |    |                      |     |
|                                                 |    |                      |     |
| GK                                              | 16 | Jan Laštůvka         |     |
| RB                                              | 14 | Flavius Stoican      |     |
| CB                                              | 2  | Cosmin Bărcăuan      |     |
| CB                                              | 18 | Mariusz Lewandowski  |     |
| LB                                              | 26 | Răzvan Raţ           |     |
| DM                                              | 4  | Anatoli Tymosjtsjoek |     |
| CM                                              | 9  | Matuzalém            |     |
| CM                                              | 10 | Zvonimir Vukić       | 78' |
| RW                                              | 11 | Andriy Vorobey       |     |
| CF                                              | 17 | Julius Aghahowa      | 78' |
| LW                                              | 29 | Ciprian Marica       | 86' |
| Wisselspelers:                                  |    |                      |     |
|                                                 |    |                      |     |
| MF                                              | 33 | Darijo Srna          | 78' |
| MF                                              | 6  | Igor Duljaj          | 78' |
| FW                                              | 25 | Brandão              | 86' |
| Coach:                                          |    |                      |     |
| Mircea Lucescu                                  |    |                      |     |

| Club Brugge (4–3–3 punt naar achteren): |    |                      |     |
|                                         |    |                      |     |
| GK                                      | 1  | Tomislav Butina      |     |
| RB                                      | 4  | David Rozehnal       |     |
| CB                                      | 6  | Philippe Clement     |     |
| CB                                      | 15 | Marek Špilár         |     |
| LB                                      | 5  | Peter Van der Heyden |     |
| DM                                      | 3  | Timmy Simons         |     |
| CM                                      | 8  | Gaëtan Englebert     |     |
| CM                                      | 10 | Nastja Čeh           | 80' |
| RW                                      | 7  | Gert Verheyen        | 80' |
| CF                                      | 19 | Rune Lange           | 36' |
| LW                                      | 14 | Boško Balaban        |     |
| Wisselspelers:                          |    |                      |     |
|                                         |    |                      |     |
| FW                                      | 30 | Victor               | 36' |
| MF                                      | 20 | Alin Stoica          | 80' |
| FW                                      | 9  | Bengt Sæternes       | 80' |
| Coach:                                  |    |                      |     |
| Trond Sollied                           |    |                      |     |

### Derde voorronde (terug)
|                                                        |                    |                |                     |                                                                               |
| 25 augustus 2004 Derde voorronde UEFA Champions League | Club Brugge        | 2 – 2          | FK Sjachtar Donetsk | Jan Breydelstadion, Brugge Toeschouwers: 21.000 Scheidsrechter: Steve Bennett |
| 25 augustus 2004 Derde voorronde UEFA Champions League | 15', 34' (pen) Čeh | Wedstrijdfiche | 6', 52' Vukić       | Jan Breydelstadion, Brugge Toeschouwers: 21.000 Scheidsrechter: Steve Bennett |

| Club Brugge | FK Sjachtar Donetsk |

| Club Brugge (4–3–3 punt naar achteren): |    |                      |     |
|                                         |    |                      |     |
| GK                                      | 1  | Tomislav Butina      |     |
| RB                                      | 25 | Hans Cornelis        |     |
| CB                                      | 6  | Philippe Clement     |     |
| CB                                      | 15 | Marek Špilár         | 65' |
| LB                                      | 5  | Peter Van der Heyden |     |
| DM                                      | 3  | Timmy Simons         |     |
| AM                                      | 20 | Alin Stoica          |     |
| AM                                      | 10 | Nastja Čeh           |     |
| RW                                      | 7  | Gert Verheyen        |     |
| CF                                      | 30 | Victor               | 85' |
| LW                                      | 14 | Boško Balaban        |     |
| Wisselspelers:                          |    |                      |     |
|                                         |    |                      |     |
| MF                                      | 11 | Jonathan Blondel     | 65' |
| FW                                      | 19 | Rune Lange           | 85' |
| Coach:                                  |    |                      |     |
| Trond Sollied                           |    |                      |     |

| FK Sjachtar Donetsk (4–3–3 punt naar voren): |    |                      |     |
|                                              |    |                      |     |
| GK                                           | 16 | Jan Laštůvka         |     |
| RB                                           | 14 | Flavius Stoican      | '75 |
| CB                                           | 3  | Tomáš Hübschman      |     |
| CB                                           | 18 | Mariusz Lewandowski  |     |
| LB                                           | 26 | Răzvan Raţ           |     |
| DM                                           | 4  | Anatoli Tymosjtsjoek |     |
| DM                                           | 9  | Matuzalém            | 65' |
| AM                                           | 10 | Zvonimir Vukić       |     |
| RW                                           | 11 | Andriy Vorobey       |     |
| CF                                           | 17 | Julius Aghahowa      | 46' |
| LW                                           | 29 | Ciprian Marica       | 71' |
| Wisselspelers:                               |    |                      |     |
|                                              |    |                      |     |
| MF                                           | 6  | Igor Duljaj          | 46' |
| MF                                           | 7  | Mertol Karatay       | 65' |
| FW                                           | 25 | Brandão              | 71' |
| Coach:                                       |    |                      |     |
| Mircea Lucescu                               |    |                      |     |

## UEFA Cup

### Eerste ronde (heen)
|                                         |                                                   |                |                |                                                                               |
| 16 september 2004 Eerste ronde UEFA Cup | Club Brugge                                       | 4 – 0          | LB Châteauroux | Jan Breydelstadion, Brugge Toeschouwers: 10.000 Scheidsrechter: Edo Trivković |
| 16 september 2004 Eerste ronde UEFA Cup | 18' Clement 43' (pen) Simons 80' Lange 89' Stoica | Wedstrijdfiche |                | Jan Breydelstadion, Brugge Toeschouwers: 10.000 Scheidsrechter: Edo Trivković |

| Club Brugge | LB Châteauroux |

| Club Brugge (4–3–3 punt naar achteren): |    |                      |     |
|                                         |    |                      |     |
| GK                                      | 1  | Tomislav Butina      |     |
| RB                                      | 25 | Hans Cornelis        |     |
| CB                                      | 15 | Marek Špilár         | 38' |
| CB                                      | 6  | Philippe Clement     | 54' |
| LB                                      | 5  | Peter Van der Heyden |     |
| DM                                      | 3  | Timmy Simons         | 74' |
| CM                                      | 8  | Gaëtan Englebert     |     |
| CM                                      | 10 | Nastja Čeh           |     |
| RW                                      | 7  | Gert Verheyen        |     |
| CF                                      | 19 | Rune Lange           |     |
| LW                                      | 14 | Boško Balaban        |     |
| Wisselspelers:                          |    |                      |     |
|                                         |    |                      |     |
| DF                                      | 4  | David Rozehnal       | 38' |
| MF                                      | 20 | Alin Stoica          | 54' |
| DF                                      | 17 | Ivan Gvozdenović     | 74' |
| Coach:                                  |    |                      |     |
| Trond Sollied                           |    |                      |     |

| LB Châteauroux (4–2–3–1): |    |                    |                                   |
|                           |    |                    |                                   |
| GK                        | 1  | Vincent Fernandez  |                                   |
| RB                        | 22 | Rod Fanni          |                                   |
| CB                        | 5  | Teddy Bertin       |                                   |
| CB                        | 13 | Sylvain Marchal    | 68'                               |
| LB                        | 25 | Yassin Moutaouakil |                                   |
| CM                        | 6  | Yazid Mansouri     |                                   |
| CM                        | 10 | Issa Ba            | 79'                               |
| RM                        | 11 | Armindo Ferreira   | 42' voor handspel in zestienmeter |
| AM                        | 14 | Karim Fradin       |                                   |
| LM                        | 21 | Kamel Chafni       | 46'                               |
| CF                        | 15 | Jacob Mulenga      |                                   |
| Wisselspelers:            |    |                    |                                   |
|                           |    |                    |                                   |
| FW                        | 17 | Alexandre Frutos   | 46'                               |
| FW                        | 24 | Wissam El Bekri    | 68'                               |
| FW                        | 29 | Pedro Kamatà       | 79'                               |
| Coach:                    |    |                    |                                   |
| Victor Zvunka             |    |                    |                                   |

### Eerste ronde (terug)
|                                         |                |                |                           |                                                                                   |
| 30 september 2004 Eerste ronde UEFA Cup | LB Châteauroux | 1 – 2          | Club Brugge               | Stade Gaston Petit, Châteauroux Toeschouwers: 16.000 Scheidsrechter: Jacek Granat |
| 30 september 2004 Eerste ronde UEFA Cup | 24' Chafni     | Wedstrijdfiche | 15' Lange 30' Gvozdenović | Stade Gaston Petit, Châteauroux Toeschouwers: 16.000 Scheidsrechter: Jacek Granat |

| LB Châteauroux | Club Brugge |

| LB Châteauroux (3–4–1–2): |    |                  |     |
|                           |    |                  |     |
| GK                        | 16 | Rodolphe Roche   |     |
| SW                        | 5  | Teddy Bertin     |     |
| CB                        | 4  | Arnaud Faget     |     |
| CB                        | 12 | David Da Cunha   |     |
| RM                        | 18 | Sébastien Carole | 37' |
| CM                        | 6  | Yazid Mansouri   |     |
| CM                        | 19 | Aurélien Mazel   |     |
| AM                        | 8  | Patricio D'Amico | 79' |
| LM                        | 21 | Kamel Chafni     |     |
| RF                        | 9  | Laurent Lanteri  | 62' |
| LF                        | 29 | Pedro Kamatà     |     |
| Wisselspelers:            |    |                  |     |
|                           |    |                  |     |
| FW                        | 20 | François Duhamel | 37' |
| FW                        | 15 | Jacob Mulenga    | 62' |
| FW                        | 10 | Issa Ba          | 79' |
| Coach:                    |    |                  |     |
| Victor Zvunka             |    |                  |     |

| Club Brugge (4–3–3 punt naar voren): |    |                      |         |
|                                      |    |                      |         |
| GK                                   | 23 | Stijn Stijnen        |         |
| RB                                   | 25 | Hans Cornelis        | 66'     |
| CB                                   | 26 | Birger Maertens      |         |
| CB                                   | 4  | David Rozehnal       |         |
| LB                                   | 5  | Peter Van der Heyden | 51'     |
| CM                                   | 17 | Ivan Gvozdenović     |         |
| CM                                   | 6  | Philippe Clement     |         |
| AM                                   | 20 | Alin Stoica          |         |
| RW                                   | 30 | Victor               |         |
| CF                                   | 19 | Rune Lange           |         |
| LW                                   | 14 | Boško Balaban        |         |
| Wisselspelers:                       |    |                      |         |
|                                      |    |                      |         |
| MF                                   | 11 | Jonathan Blondel     | 51' 61' |
| MF                                   | 10 | Nastja Čeh           | 61'     |
| MF                                   | 16 | Serhij Serebrennikov | 66'     |
| Coach:                               |    |                      |         |
| Trond Sollied                        |    |                      |         |

### Groepsfase, groep C
| Squadra                  | Ptn | Wed | W | G | V | DV | DT | DS |
| ------------------------ | --- | --- | - | - | - | -- | -- | -- |
| 1. Dnipro Dnipropetrovsk | 9   | 4   | 3 | 0 | 1 | 7  | 5  | +2 |
| 2. Real Zaragoza         | 7   | 4   | 2 | 1 | 1 | 5  | 3  | +2 |
| 3. FK Austria Wien       | 7   | 4   | 2 | 1 | 1 | 4  | 3  | +1 |
| 4. Club Brugge           | 5   | 4   | 1 | 2 | 1 | 5  | 5  | 0  |
| 5. FC Utrecht            | 0   | 4   | 0 | 0 | 4 | 2  | 7  | -5 |

| 1e speeldag           |     |                       |
| Dnipro Dnipropetrovsk | 3–2 | Club Brugge           |
| Real Zaragoza         | 2–0 | Utrecht               |
| 2e speeldag           |     |                       |
| Utrecht               | 1–2 | Dnipro Dnipropetrovsk |
| Austria Wien          | 1–0 | Real Zaragoza         |
| 3e speeldag           |     |                       |
| Dnipro Dnipropetrovsk | 1–0 | Austria Wien          |
| Club Brugge           | 1–0 | Utrecht               |
| 4e speeldag           |     |                       |
| Austria Wien          | 1–1 | Club Brugge           |
| Real Zaragoza         | 2–1 | Dnipro Dnipropetrovsk |
| 5e speeldag           |     |                       |
| Utrecht               | 1–2 | Austria Wien          |
| Club Brugge           | 1–1 | Real Zaragoza         |

### Groepsfase speeldag 1
|                                     |                                 |                |                     |                                                                          |
| 21 oktober 2004 Groepsfase UEFA Cup | Dnipro Dnipropetrovsk           | 3 – 2          | Club Brugge         | Meteorstadion, Dnipro Toeschouwers: 25.000 Scheidsrechter: Jaroslav Jára |
| 21 oktober 2004 Groepsfase UEFA Cup | 17', 62' Venhlinskiy 45' Rikoen | Wedstrijdfiche | 37' Čeh 44' Balaban | Meteorstadion, Dnipro Toeschouwers: 25.000 Scheidsrechter: Jaroslav Jára |

| Dnipro Dnipropetrovsk | Club Brugge |

| Dnipro Dnipropetrovsk (4–3–3 punt naar voren): |    |                        |     |
|                                                |    |                        |     |
| GK                                             | 22 | Vjatsjeslav Kernozenko |     |
| RB                                             | 5  | Volodymyr Jezerskiy    |     |
| CB                                             | 16 | Andrij Roesol          |     |
| CB                                             | 3  | Oleksandr Hritsaj      |     |
| LB                                             | 14 | Oleksandr Radtsjenko   |     |
| CM                                             | 6  | Oleh Sjelajev          |     |
| CM                                             | 19 | Dmitro Michajlenko     |     |
| AM                                             | 20 | Oleksandr Rikoen       |     |
| RW                                             | 10 | Roeslan Kostisjin      |     |
| CF                                             | 11 | Oleh Venhlinskiy       |     |
| LW                                             | 28 | Serhij Nazarenko       | 64' |
| Wisselspelers:                                 |    |                        |     |
|                                                |    |                        |     |
| FW                                             | 21 | Dmitro Semotsjko       |     |
| Coach:                                         |    |                        |     |
| Jevgen Koetsjerevskiy                          |    |                        |     |

| Club Brugge (1–4–3–2 sweeper / libero): |    |                      |     |
|                                         |    |                      |     |
| GK                                      | 1  | Tomislav Butina      |     |
| SW                                      | 3  | Timmy Simons         |     |
| RB                                      | 25 | Hans Cornelis        |     |
| CB                                      | 26 | Birger Maertens      | 70' |
| CB                                      | 6  | Philippe Clement     |     |
| LB                                      | 5  | Peter Van der Heyden |     |
| RM                                      | 8  | Gaëtan Englebert     |     |
| CM                                      | 10 | Nastja Čeh           | 78' |
| LM                                      | 17 | Ivan Gvozdenović     | 46' |
| CF                                      | 7  | Gert Verheyen        |     |
| CF                                      | 14 | Boško Balaban        |     |
| Wisselspelers:                          |    |                      |     |
|                                         |    |                      |     |
| FW                                      | 19 | Rune Lange           | 46' |
| FW                                      | 30 | Victor               | 70' |
| MF                                      | 20 | Alin Stoica          | 78' |
| Coach:                                  |    |                      |     |
| Trond Sollied                           |    |                      |     |

### Groepsfase speeldag 3
|                                      |             |                |            |                                                                                  |
| 25 november 2004 Groepsfase UEFA Cup | Club Brugge | 1 – 0          | FC Utrecht | Jan Breydelstadion, Brugge Toeschouwers: 22.000 Scheidsrechter: Knud Erik Fisker |
| 25 november 2004 Groepsfase UEFA Cup | 62' Lange   | Wedstrijdfiche |            | Jan Breydelstadion, Brugge Toeschouwers: 22.000 Scheidsrechter: Knud Erik Fisker |

| Club Brugge | FC Utrecht |

| Club Brugge (4–3–3 punt naar achteren): |    |                      |     |
|                                         |    |                      |     |
| GK                                      | 1  | Tomislav Butina      |     |
| RB                                      | 2  | Olivier De Cock      |     |
| CB                                      | 6  | Philippe Clement     |     |
| CB                                      | 4  | David Rozehnal       |     |
| LB                                      | 5  | Peter Van der Heyden |     |
| DM                                      | 3  | Timmy Simons         |     |
| CM                                      | 8  | Gaëtan Englebert     |     |
| CM                                      | 10 | Nastja Čeh           | 45' |
| RW                                      | 7  | Gert Verheyen        | 90' |
| CF                                      | 19 | Rune Lange           | 90' |
| LW                                      | 14 | Boško Balaban        | 46' |
| Wisselspelers:                          |    |                      |     |
|                                         |    |                      |     |
| MF                                      | 17 | Ivan Gvozdenović     | 46' |
| MF                                      | 31 | Kevin Roelandts      | 90' |
| FW                                      | 29 | Dieter Van Tornhout  | 90' |
| Coach:                                  |    |                      |     |
| Trond Sollied                           |    |                      |     |

| FC Utrecht (4–4–2 vlak): |    |                    |     |
|                          |    |                    |     |
| GK                       | 12 | René Ponk          |     |
| RB                       | 2  | Tim Cornelisse     | 89' |
| CB                       | 4  | David di Tommaso   | 39' |
| CB                       | 17 | Alje Schut         |     |
| LB                       | 5  | Etienne Shew-Atjon | 67' |
| RM                       | 7  | Darl Douglas       |     |
| CM                       | 6  | Jean-Paul de Jong  |     |
| CM                       | 23 | Hans Somers        |     |
| LM                       | 11 | Dave van den Bergh |     |
| RF                       | 10 | Stefaan Tanghe     |     |
| LF                       | 9  | Hans van de Haar   | 65' |
| Wisselspelers:           |    |                    |     |
|                          |    |                    |     |
| DF                       | 22 | Sander Keller      | 39' |
| FW                       | 19 | Prince Rajcomar    | 65' |
| DF                       | 8  | Joost Broerse      | 67' |
| Coach:                   |    |                    |     |
| Foeke Booy               |    |                    |     |

### Groepsfase speeldag 4
|                                     |                 |                |             |                                                                            |
| 1 december 2004 Groepsfase UEFA Cup | FK Austria Wien | 1 – 1          | Club Brugge | Ernst Happelstadion, Wenen Toeschouwers: 20.000 Scheidsrechter: Rob Styles |
| 1 december 2004 Groepsfase UEFA Cup | 50' Gilewicz    | Wedstrijdfiche | 90' Lange   | Ernst Happelstadion, Wenen Toeschouwers: 20.000 Scheidsrechter: Rob Styles |

| FK Austria Wien | Club Brugge |

| FK Austria Wien (4–4–2 vlak): |    |                    |     |
|                               |    |                    |     |
| GK                            | 1  | Joey Didulica      | 66' |
| RB                            | 6  | Ernst Dospel       |     |
| CB                            | 2  | Rabiu Afolabi      |     |
| CB                            | 4  | Mikael Antonsson   |     |
| LB                            | 5  | Saša Papac         | 90' |
| RM                            | 7  | Libor Sionko       |     |
| CM                            | 20 | Markus Kiesenebner |     |
| CM                            | 15 | Jocelyn Blanchard  |     |
| LM                            | 11 | Štěpán Vachoušek   |     |
| RF                            | 9  | Ivica Vastić       | 77' |
| LF                            | 19 | Radosław Gilewicz  | 86' |
| Wisselspelers:                |    |                    |     |
|                               |    |                    |     |
| GK                            | 12 | Szabolcs Sáfár     | 66' |
| FW                            | 22 | Tosin Dosunmu      | 77' |
| MF                            | 10 | Vladimír Janočko   | 86' |
| Coach:                        |    |                    |     |
| Lars Søndergaard              |    |                    |     |

| Club Brugge (5–2–3): |    |                      |     |
|                      |    |                      |     |
| GK                   | 1  | Tomislav Butina      |     |
| SW                   | 3  | Timmy Simons         |     |
| RB                   | 2  | Olivier De Cock      |     |
| CB                   | 26 | Birger Maertens      | 86' |
| CB                   | 4  | David Rozehnal       |     |
| LB                   | 5  | Peter Van der Heyden |     |
| CM                   | 8  | Gaëtan Englebert     |     |
| CM                   | 17 | Ivan Gvozdenović     | 86' |
| RW                   | 30 | Victor               | 89' |
| CF                   | 19 | Rune Lange           |     |
| LW                   | 14 | Boško Balaban        |     |
| Wisselspelers:       |    |                      |     |
|                      |    |                      |     |
| MF                   | 16 | Serhij Serebrennikov | 86' |
| FW                   | 29 | Dieter Van Tornhout  | 86' |
| Coach:               |    |                      |     |
| Trond Sollied        |    |                      |     |

### Groepsfase speeldag 5
|                                      |             |                |               |                                                                               |
| 16 december 2004 Groepsfase UEFA Cup | Club Brugge | 1 – 1          | Real Zaragoza | Jan Breydelstadion, Brugge Toeschouwers: 25.000 Scheidsrechter: Florian Meyer |
| 16 december 2004 Groepsfase UEFA Cup | 67' Čeh     | Wedstrijdfiche | 39' Sávio     | Jan Breydelstadion, Brugge Toeschouwers: 25.000 Scheidsrechter: Florian Meyer |

| Club Brugge | Real Zaragoza |

| Club Brugge (1–4–3–2 sweeper / libero): |    |                      |     |
|                                         |    |                      |     |
| GK                                      | 1  | Tomislav Butina      |     |
| SW                                      | 3  | Timmy Simons         |     |
| RB                                      | 2  | Olivier De Cock      |     |
| CB                                      | 15 | Marek Špilár         | 76' |
| CB                                      | 6  | Philippe Clement     |     |
| LB                                      | 5  | Peter Van der Heyden |     |
| CM                                      | 8  | Gaëtan Englebert     |     |
| CM                                      | 17 | Ivan Gvozdenović     | 46' |
| AM                                      | 10 | Nastja Čeh           | 86' |
| RF                                      | 7  | Gert Verheyen        | 86' |
| LF                                      | 19 | Rune Lange           |     |
| Wisselspelers:                          |    |                      |     |
|                                         |    |                      |     |
| MF                                      | 31 | Kevin Roelandts      | 46' |
| MF                                      | 11 | Jonathan Blondel     | 86' |
| FW                                      | 29 | Dieter Van Tornhout  | 86' |
| Coach:                                  |    |                      |     |
| Trond Sollied                           |    |                      |     |

| Real Zaragoza (4–3–3 punt naar voren): |    |                    |     |
|                                        |    |                    |     |
| GK                                     | 13 | Luis García        |     |
| RB                                     | 14 | Leonardo Ponzio    |     |
| CB                                     | 5  | Álvaro             |     |
| CB                                     | 6  | Gabriel Milito     |     |
| LB                                     | 12 | Delio Toledo       |     |
| CM                                     | 26 | Alberto Zapater    | 65' |
| CM                                     | 17 | José María Movilla |     |
| AM                                     | 15 | Óscar González     | 90' |
| RW                                     | 8  | Cani               |     |
| CF                                     | 9  | David Villa        |     |
| LW                                     | 10 | Sávio              | 62' |
| Wisselspelers:                         |    |                    |     |
|                                        |    |                    |     |
| FW                                     | 7  | Luciano Galletti   | 62' |
| MF                                     | 23 | Fernando Soriano   | 65' |
| MF                                     | 11 | Juanjo Camacho     | 90' |
| Coach:                                 |    |                    |     |
| Víctor Muñoz                           |    |                    |     |

## Beker van België

### Wedstrijden
| Wedstrijddetails                                                                                           | Thuisploeg                                            | Uitslag                       | Uitploeg                             | Opstelling | Kaarten                  |
| --- | ----------------------------------------------------- | ----------------------------- | ------------------------------------ | --- | ------------------------ |
| 1/16e finale                                                                                               |                                                       |                               |                                      | |                          |
| 21 november 2004 15:00 Pierre Cornelisstadion Aalst Ref.: Peter Jordens Toeschouwers: 5.700                | Eendracht Aalst                                       | 0 – 3                         | Club Brugge                          | Stijnen De Cock, Rozehnal, Clement, Van der Heyden Simons , Englebert, Gvozdenović (73' Roelandts) Victor (61' Van Tornhout), Lange, Balaban (81' Serebrennikov) 4–3–3 punt naar achteren                                                                                      | De Cock Van Tornhout     |
| 21 november 2004 15:00 Pierre Cornelisstadion Aalst Ref.: Peter Jordens Toeschouwers: 5.700                |                                                       | 0 – 1 0 – 2 0 – 3             | 14' Lange 68' Lange 77' Van Tornhout | Stijnen De Cock, Rozehnal, Clement, Van der Heyden Simons , Englebert, Gvozdenović (73' Roelandts) Victor (61' Van Tornhout), Lange, Balaban (81' Serebrennikov) 4–3–3 punt naar achteren                                                                                      | De Cock Van Tornhout     |
| 1/8e finale                                                                                                |                                                       |                               |                                      | |                          |
| 19 januari 2005 20:00 Jan Breydelstadion Brugge (Sint-Andries) Ref.: Claude Bourdouxhe Toeschouwers: 2.300 | Club Brugge                                           | 4 – 0                         | Olympic Charleroi                    | Stijnen Cornelis, Maertens, Clement, Gvozdenović Simons , Hermans, Roelandts (70' Vlaeminck) Victor (71' Yulu-Matondo), Van Tornhout (82' Vanaudenaerde), Ishiaku 4–3–3 punt naar achteren                                                                                     |                          |
| 19 januari 2005 20:00 Jan Breydelstadion Brugge (Sint-Andries) Ref.: Claude Bourdouxhe Toeschouwers: 2.300 | Ishiaku 5' Ishiaku 40' Vlaeminck 75' Van Tornhout 78' | 1 – 0 2 – 0 3 – 0 4 – 0       |                                      | Stijnen Cornelis, Maertens, Clement, Gvozdenović Simons , Hermans, Roelandts (70' Vlaeminck) Victor (71' Yulu-Matondo), Van Tornhout (82' Vanaudenaerde), Ishiaku 4–3–3 punt naar achteren                                                                                     |                          |
| Kwartfinale heen                                                                                           |                                                       |                               |                                      | |                          |
| 2 februari 2005 20:30 Jan Breydelstadion Brugge (Sint-Andries) Ref.: Johan Verbist Toeschouwers: 3.500     | Club Brugge                                           | 2 – 2                         | La Louvière                          | Butina Simons Maertens (74' Englebert), Rozehnal (90' Roelandts) Cornelis, Clement, Čeh, Van der Heyden Verheyen, Lange, Ishiaku (68' Yulu-Matondo) 3–4–2–1 sweeper / libero 4–3–3 punt naar achteren in 74' [Van der Heyden centrale verdediger en Roelandts 5 in 90']        | Verheyen Ishiaku         |
| 2 februari 2005 20:30 Jan Breydelstadion Brugge (Sint-Andries) Ref.: Johan Verbist Toeschouwers: 3.500     | Simons 72' (pen) Lange 74'                            | 0 – 1 0 – 2 1 – 2 2 – 2       | 15' Guilmot 66' Dia                  | Butina Simons Maertens (74' Englebert), Rozehnal (90' Roelandts) Cornelis, Clement, Čeh, Van der Heyden Verheyen, Lange, Ishiaku (68' Yulu-Matondo) 3–4–2–1 sweeper / libero 4–3–3 punt naar achteren in 74' [Van der Heyden centrale verdediger en Roelandts 5 in 90']        | Verheyen Ishiaku         |
| Kwartfinale terug                                                                                          |                                                       |                               |                                      | |                          |
| 6 april 2005 20:00 Tivoli La Louvière Ref.: Johan Verbist Toeschouwers: 5.700                              | La Louvière                                           | 2 – 3                         | Club Brugge                          | Butina Rozehnal Maertens, Van der Heyden (62' Englebert) Cornelis, Čeh (88' Ishiaku), Clement , Klukowski Verheyen, Lange, Victor (62' Blondel) 3–4–2–1 sweeper / libero 4–3–3 punt naar achteren in 62'                                                                       | Čeh Van der Heyden       |
| 6 april 2005 20:00 Tivoli La Louvière Ref.: Johan Verbist Toeschouwers: 5.700                              | Eloi 30' Maton 83'                                    | 1 – 0 1 – 1 1 – 2 1 – 3 2 – 3 | 38' Verheyen 67' Lange 75' Rozehnal  | Butina Rozehnal Maertens, Van der Heyden (62' Englebert) Cornelis, Čeh (88' Ishiaku), Clement , Klukowski Verheyen, Lange, Victor (62' Blondel) 3–4–2–1 sweeper / libero 4–3–3 punt naar achteren in 62'                                                                       | Čeh Van der Heyden       |
| Halve finale heen                                                                                          |                                                       |                               |                                      | |                          |
| 20 april 2005 20:30 Jan Breydelstadion Brugge (Sint-Andries) Ref.: Serge Gumienny Toeschouwers: 4.700      | Club Brugge                                           | 1 – 0                         | Lierse                               | Butina Cornelis, Clement, Rozehnal, Van der Heyden Simons , De Cock (83' Ishiaku), Čeh Verheyen (83' Yulu-Matondo), Lange (83' Klukowski), Blondel 4–3–3 punt naar achteren 3–4–2–1 sweeper / libero met Clement en Čeh dubbele 6 en Van der Heyden centrale verdediger in 83' | Blondel De Cock          |
| 20 april 2005 20:30 Jan Breydelstadion Brugge (Sint-Andries) Ref.: Serge Gumienny Toeschouwers: 4.700      | Clement 9'                                            | 1 – 0                         |                                      | Butina Cornelis, Clement, Rozehnal, Van der Heyden Simons , De Cock (83' Ishiaku), Čeh Verheyen (83' Yulu-Matondo), Lange (83' Klukowski), Blondel 4–3–3 punt naar achteren 3–4–2–1 sweeper / libero met Clement en Čeh dubbele 6 en Van der Heyden centrale verdediger in 83' | Blondel De Cock          |
| Halve finale terug                                                                                         |                                                       |                               |                                      | |                          |
| 10 mei 2005 20:30 Herman Vanderpoortenstadion Lier Ref.: Johny Ver Eecke Toeschouwers: 7.200               | Lierse                                                | 0 – 1                         | Club Brugge                          | Butina Cornelis, Maertens, Rozehnal, Klukowski Clement , Englebert, Čeh Verheyen (85' Victor), Lange (61' Balaban), Ishiaku (84' Blondel) 4–3–3 punt naar achteren |                          |
| 10 mei 2005 20:30 Herman Vanderpoortenstadion Lier Ref.: Johny Ver Eecke Toeschouwers: 7.200               |                                                       | 0 – 1                         | 30' Čeh                              | Butina Cornelis, Maertens, Rozehnal, Klukowski Clement , Englebert, Čeh Verheyen (85' Victor), Lange (61' Balaban), Ishiaku (84' Blondel) 4–3–3 punt naar achteren |                          |
| Finale |                                                       |                               |                                      | |                          |
| 28 mei 2005 20:30 Koning Boudewijnstadion Brussel (Laken) Ref.: Frank De Bleeckere Toeschouwers: 40.000    | Club Brugge                                           | 1 – 2                         | Germinal Beerschot                   | Butina Cornelis, Maertens (58' Rozehnal), Clement, Klukowski Simons , Englebert, Čeh Verheyen, Lange (74' Van Tornhout), Ishiaku (63' Balaban) 4–3–3 punt naar achteren | Verheyen Simons Cornelis |
| 28 mei 2005 20:30 Koning Boudewijnstadion Brussel (Laken) Ref.: Frank De Bleeckere Toeschouwers: 40.000    | Verheyen 55'                                          | 0 – 1 1 – 1 1 – 2             | 23' Snoeckx 56' De Wree              | Butina Cornelis, Maertens (58' Rozehnal), Clement, Klukowski Simons , Englebert, Čeh Verheyen, Lange (74' Van Tornhout), Ishiaku (63' Balaban) 4–3–3 punt naar achteren | Verheyen Simons Cornelis |

### Laatste 16
|  | 1/8e finale | 1/8e finale             | 1/8e finale     |     |                    | kwartfinale | kwartfinale | kwartfinale |  |  | halve finale | halve finale | halve finale |   |  | finale | finale | finale |
|  |             |                         |                 |     |                    |             |             |             |  |  |              |              |              |   |  |        |        |        |
|  |             | Club Brugge             | 4               |     |                    |             |             |             |  |  |              |              |              |   |  |        |        |        |
|  |             | ROC de Charleroi-March. | 0               |     |                    |             |             |             |  |  |              |              |              |   |  |        |        |        |
|  |             | ROC de Charleroi-March. | 0               |     | Club Brugge        | 2 3         |             |             |  |  |              |              |              |   |  |        |        |        |
|  |             |                         |                 |     | Club Brugge        | 2 3         |             |             |  |  |              |              |              |   |  |        |        |        |
|  |             |                         | RAA Louviéroise | 2   |                    |             |             |             |  |  |              |              |              |   |  |        |        |        |
|  |             | RAA Louviéroise         | RAA Louviéroise | 2   | 3                  |             |             |             |  |  |              |              |              |   |  |        |        |        |
|  |             |                         |                 |     | 3                  |             |             |             |  |  |              |              |              |   |  |        |        |        |
|  |             | KSK Beveren             | 2               |     |                    |             |             |             |  |  |              |              |              |   |  |        |        |        |
|  |             |                         |                 |     |                    |             | Club Brugge | 1           |  |  |              |              |              |   |  |        |        |        |
|  |             |                         |                 |     |                    |             |             |             |  |  |              |              |              |   |  |        |        |        |
|  |             |                         | Lierse SK       | 0   |                    |             |             |             |  |  |              |              |              |   |  |        |        |        |
|  |             | Standard de Liège       | Lierse SK       | 0   | 1 (3)              |             |             |             |  |  |              |              |              |   |  |        |        |        |
|  |             |                         |                 |     | 1 (3)              |             |             |             |  |  |              |              |              |   |  |        |        |        |
|  |             | Sporting Charleroi      | 1 (4)           |     |                    |             |             |             |  |  |              |              |              |   |  |        |        |        |
|  |             | Sporting Charleroi      | 1 (4)           |     | Sporting Charleroi | 3 0         |             |             |  |  |              |              |              |   |  |        |        |        |
|  |             |                         |                 |     | Sporting Charleroi | 3 0         |             |             |  |  |              |              |              |   |  |        |        |        |
|  |             |                         | Lierse SK       | 1 2 |                    |             |             |             |  |  |              |              |              |   |  |        |        |        |
|  |             | KAS Eupen               | Lierse SK       | 1 2 | 0                  |             |             |             |  |  |              |              |              |   |  |        |        |        |
|  |             |                         |                 |     | 0                  |             |             |             |  |  |              |              |              |   |  |        |        |        |
|  |             | Lierse SK               | 7               |     |                    |             |             |             |  |  |              |              |              |   |  |        |        |        |
|  |             |                         |                 |     |                    |             |             |             |  |  |              |              | Club Brugge  | 1 |  |        |        |        |
|  |             |                         |                 |     |                    |             |             |             |  |  |              |              |              | 1 |  |        |        |        |
|  |             |                         | GBA             | 2   |                    |             |             |             |  |  |              |              |              |   |  |        |        |        |
|  |             | Lokeren                 | GBA             | 2   | 2                  |             |             |             |  |  |              |              |              |   |  |        |        |        |
|  |             | Lokeren                 |                 |     | 2                  |             |             |             |  |  |              |              |              |   |  |        |        |        |
|  |             | Sint-Truidense VV       | 1               |     |                    |             |             |             |  |  |              |              |              |   |  |        |        |        |
|  |             | Sint-Truidense VV       | 1               |     | Lokeren            | 2 1         |             |             |  |  |              |              |              |   |  |        |        |        |
|  |             |                         |                 |     | Lokeren            | 2 1         |             |             |  |  |              |              |              |   |  |        |        |        |
|  |             |                         | KAA Gent        | 1 0 |                    |             |             |             |  |  |              |              |              |   |  |        |        |        |
|  |             | Excelsior Moeskroen     | KAA Gent        | 1 0 | 0                  |             |             |             |  |  |              |              |              |   |  |        |        |        |
|  |             |                         |                 |     | 0                  |             |             |             |  |  |              |              |              |   |  |        |        |        |
|  |             | KAA Gent                | 1               |     |                    |             |             |             |  |  |              |              |              |   |  |        |        |        |
|  |             |                         |                 |     |                    |             | Lokeren     | 1 0         |  |  |              |              |              |   |  |        |        |        |
|  |             |                         |                 |     |                    |             |             |             |  |  |              |              |              |   |  |        |        |        |
|  |             |                         | GBA             | 1 0 |                    |             |             |             |  |  |              |              |              |   |  |        |        |        |
|  |             | KRC Genk                | GBA             | 1 0 | 2                  |             |             |             |  |  |              |              |              |   |  |        |        |        |
|  |             | KRC Genk                |                 |     | 2                  |             |             |             |  |  |              |              |              |   |  |        |        |        |
|  |             | RSC Anderlecht          | 1               |     |                    |             |             |             |  |  |              |              |              |   |  |        |        |        |
|  |             | RSC Anderlecht          | 1               |     | KRC Genk           | 1           |             |             |  |  |              |              |              |   |  |        |        |        |
|  |             |                         |                 |     | KRC Genk           | 1           |             |             |  |  |              |              |              |   |  |        |        |        |
|  |             |                         | GBA             | 1 3 |                    |             |             |             |  |  |              |              |              |   |  |        |        |        |
|  |             | RAEC Mons               | GBA             | 1 3 | 0                  |             |             |             |  |  |              |              |              |   |  |        |        |        |
|  |             | RAEC Mons               |                 |     | 0                  |             |             |             |  |  |              |              |              |   |  |        |        |        |
|  |             | GBA                     | 1               |     |                    |             |             |             |  |  |              |              |              |   |  |        |        |        |

### Finale
|                                           |              |         |                              |                                                                                          |
| 28 mei 2005 20:30 Finale Beker van België | Club Brugge  | 1 – 2   | Germinal Beerschot Antwerpen | Koning Boudewijnstadion, Brussel Toeschouwers: 40.000 Scheidsrechter: Frank De Bleeckere |
| 28 mei 2005 20:30 Finale Beker van België | Verheyen 55' | verslag | 23' Snoeckx 56' De Wree      | Koning Boudewijnstadion, Brussel Toeschouwers: 40.000 Scheidsrechter: Frank De Bleeckere |

| Club Brugge | GBA |

| Club Brugge (4–3–3 punt naar achteren): |    |                     |     |
|                                         |    |                     |     |
| GK                                      | 1  | Tomislav Butina     |     |
| RB                                      | 25 | Hans Cornelis       | 88' |
| CB                                      | 26 | Birger Maertens     | 58' |
| CB                                      | 6  | Philippe Clement    |     |
| LB                                      | 18 | Michael Klukowski   |     |
| DM                                      | 3  | Timmy Simons        | 87' |
| CM                                      | 8  | Gaëtan Englebert    |     |
| CM                                      | 10 | Nastja Čeh          |     |
| RW                                      | 7  | Gert Verheyen       | 84' |
| CF                                      | 19 | Rune Lange          | 74' |
| LW                                      | 9  | Manasseh Ishiaku    | 63' |
| Wisselspelers:                          |    |                     |     |
| DF                                      | 4  | David Rozehnal      | 58' |
| FW                                      | 14 | Boško Balaban       | 63' |
| FW                                      | 29 | Dieter Van Tornhout | 74' |
| Coach:                                  |    |                     |     |
| Trond Sollied                           |    |                     |     |

| GBA (1–4–4–1 sweeper / libero ruit): |    |                     |     |
|                                      |    |                     |     |
| GK                                   | 26 | Luciano Da Silva    |     |
| SW                                   | 17 | Mario Cvitanović    |     |
| RB                                   | 8  | Kris De Wree        |     |
| CB                                   | 3  | Carl Hoefkens       |     |
| CB                                   | 4  | Kurt Van Dooren     |     |
| LB                                   | 5  | Pieter-Jan Monteyne |     |
| RM                                   | 7  | Karel Snoeckx       | 88' |
| CM                                   | 12 | Wim De Decker       |     |
| CM                                   | 19 | Mohamed Messoudi    | 75' |
| LM                                   | 10 | Daniel Cruz         |     |
| CF                                   | 9  | Jurgen Cavens       | 80' |
| Wisselspelers:                       |    |                     |     |
| MF                                   | 25 | Dickson Agyeman     | 75' |
| FW                                   | 21 | Henk Vos            | 80' |
| Coach:                               |    |                     |     |
| Marc Brys                            |    |                     |     |

Op voorhand was er ruzie over de truitjes. GBA speelde uiteindelijk in zijn gebruikelijke thuiskleuren, Club Brugge paste zich aan.

## Statistieken
De speler met de meeste wedstrijden én doelpunten is in het geel aangeduid.
| Nr. | Naam                    | Eerste klasse | Eerste klasse | Beker van België | Beker van België | Supercup | Supercup | Champions League | Champions League | UEFA Cup | UEFA Cup | Totaal | Totaal |
| Nr. | Naam                    | Wed           | Goals         | Wed              | Goals            | Wed      | Goals    | Wed              | Goals            | Wed      | Goals    | Wed    | Goals  |
| --- | ----------------------- | ------------- | ------------- | ---------------- | ---------------- | -------- | -------- | ---------------- | ---------------- | -------- | -------- | ------ | ------ |
| 1.  | Tomislav Butina         | 33            | 0             | 5                | 0                | 0        | 0        | 4                | 0                | 5        | 0        | 47     | 0      |
| 2.  | Olivier De Cock         | 14            | 0             | 2                | 0                | 0        | 0        | 0                | 0                | 3        | 0        | 19     | 0      |
| 3.  | Timmy Simons            | 29            | 7             | 6                | 1                | 1        | 0        | 4                | 0                | 5        | 1        | 45     | 9      |
| 4.  | David Rozehnal          | 24            | 1             | 6                | 1                | 1        | 0        | 2                | 0                | 4        | 0        | 37     | 2      |
| 5.  | Peter Van der Heyden    | 30            | 3             | 4                | 0                | 0        | 0        | 4                | 0                | 6        | 0        | 44     | 3      |
| 6.  | Philippe Clement        | 24            | 4             | 7                | 1                | 1        | 0        | 4                | 0                | 5        | 1        | 41     | 6      |
| 7.  | Gert Verheyen           | 32            | 13            | 5                | 2                | 1        | 0        | 4                | 0                | 4        | 0        | 46     | 15     |
| 8.  | Gaëtan Englebert        | 31            | 4             | 5                | 0                | 0        | 0        | 3                | 0                | 5        | 0        | 44     | 4      |
| 9.  | Bengt Sæternes          | 2             | 0             | 0                | 0                | 0        | 0        | 3                | 1                | 0        | 0        | 5      | 1      |
| 9.  | Manasseh Ishiaku        | 14            | 1             | 6                | 2                | 0        | 0        | 0                | 0                | 0        | 0        | 20     | 3      |
| 10. | Nastja Čeh              | 30            | 10            | 5                | 1                | 0        | 0        | 4                | 3                | 5        | 2        | 44     | 16     |
| 11. | Jonathan Blondel        | 15            | 2             | 3                | 0                | 1        | 0        | 1                | 0                | 2        | 0        | 22     | 2      |
| 13. | Glenn Verbauwhede       | 0             | 0             | 0                | 0                | 0        | 0        | 0                | 0                | 0        | 0        | 0      | 0      |
| 14. | Boško Balaban           | 24            | 11            | 3                | 0                | 0        | 0        | 4                | 5                | 5        | 1        | 36     | 17     |
| 15. | Marek Špilár            | 5             | 0             | 0                | 0                | 0        | 0        | 4                | 0                | 2        | 0        | 11     | 0      |
| 16. | Serhij Serebrennikov    | 5             | 0             | 1                | 0                | 0        | 0        | 0                | 0                | 2        | 0        | 8      | 0      |
| 17. | Ivan Gvozdenović        | 10            | 1             | 2                | 0                | 0        | 0        | 0                | 0                | 6        | 1        | 18     | 2      |
| 18. | / Michael Klukowski     | 6             | 0             | 4                | 0                | 0        | 0        | 0                | 0                | 0        | 0        | 10     | 0      |
| 19. | Rune Lange              | 32            | 15            | 6                | 4                | 1        | 1        | 4                | 0                | 6        | 4        | 49     | 24     |
| 20. | Alin Stoica             | 6             | 1             | 0                | 0                | 0        | 0        | 3                | 0                | 3        | 1        | 12     | 2      |
| 21. | Sebastian Hermans       | 1             | 0             | 1                | 0                | 1        | 1        | 0                | 0                | 0        | 0        | 3      | 1      |
| 23. | Stijn Stijnen           | 1             | 0             | 2                | 0                | 1        | 0        | 0                | 0                | 1        | 0        | 5      | 0      |
| 25. | Hans Cornelis           | 24            | 2             | 6                | 0                | 1        | 0        | 1                | 0                | 3        | 0        | 35     | 2      |
| 26. | Birger Maertens         | 26            | 0             | 5                | 0                | 1        | 0        | 2                | 0                | 3        | 0        | 37     | 0      |
| 27. | Vincent Provoost        | 0             | 0             | 0                | 0                | 1        | 0        | 0                | 0                | 0        | 0        | 1      | 0      |
| 28. | Bart Vlaeminck          | 3             | 0             | 1                | 1                | 1        | 0        | 0                | 0                | 0        | 0        | 5      | 1      |
| 29. | Dieter Van Tornhout     | 12            | 3             | 3                | 2                | 1        | 0        | 0                | 0                | 3        | 0        | 19     | 5      |
| 30. | Victor                  | 24            | 4             | 4                | 0                | 1        | 0        | 4                | 0                | 3        | 0        | 36     | 4      |
| 31. | Kevin Roelandts         | 7             | 0             | 3                | 0                | 1        | 0        | 0                | 0                | 2        | 0        | 13     | 0      |
| 32. | Günther Vanaudenaerde   | 0             | 0             | 1                | 0                | 0        | 0        | 0                | 0                | 0        | 0        | 1      | 0      |
| 34. | / Jeanvion Yulu-Matondo | 4             | 1             | 3                | 0                | 0        | 0        | 0                | 0                | 0        | 0        | 7      | 1      |

## Afbeeldingen

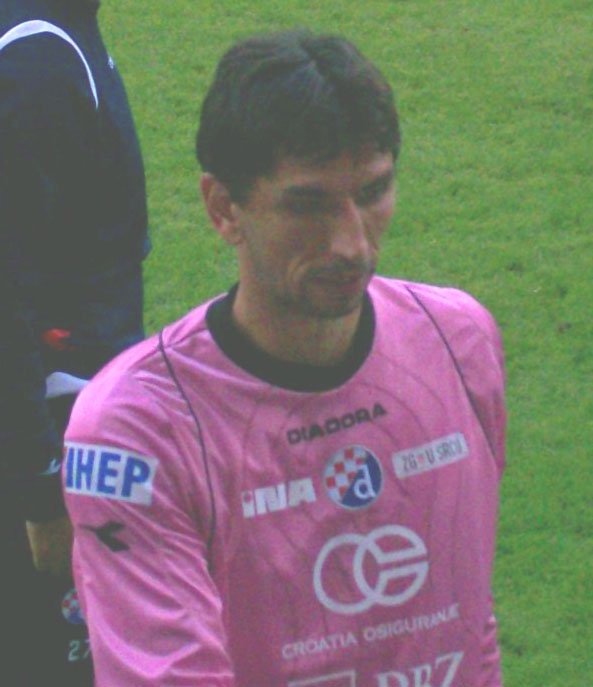
Tomislav Butina (doelman)
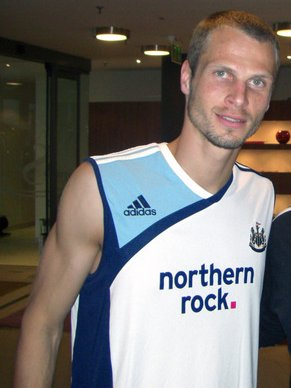
David Rozehnal (verdediger)
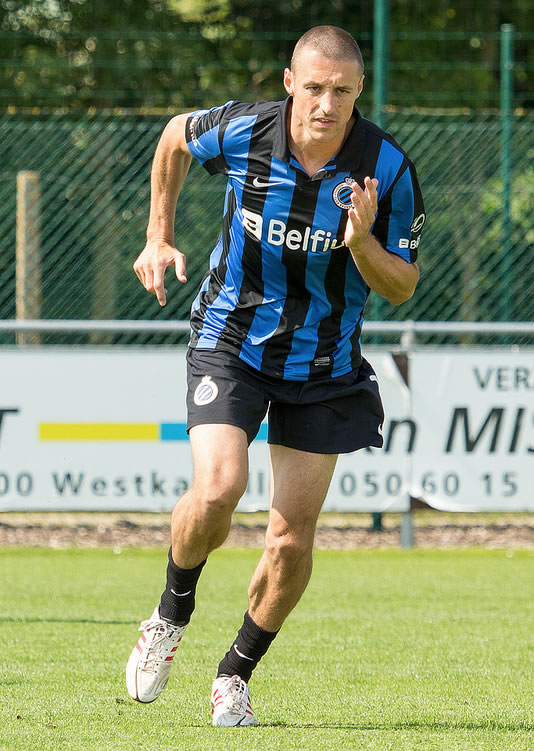
Timmy Simons (middenvelder)
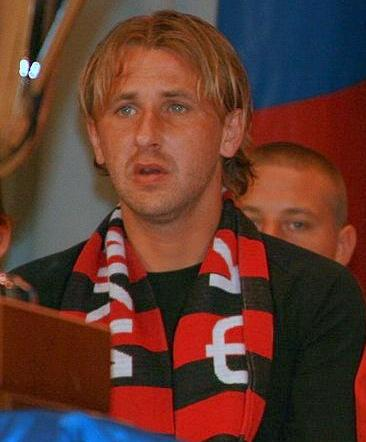
Nastja Čeh (middenvelder)
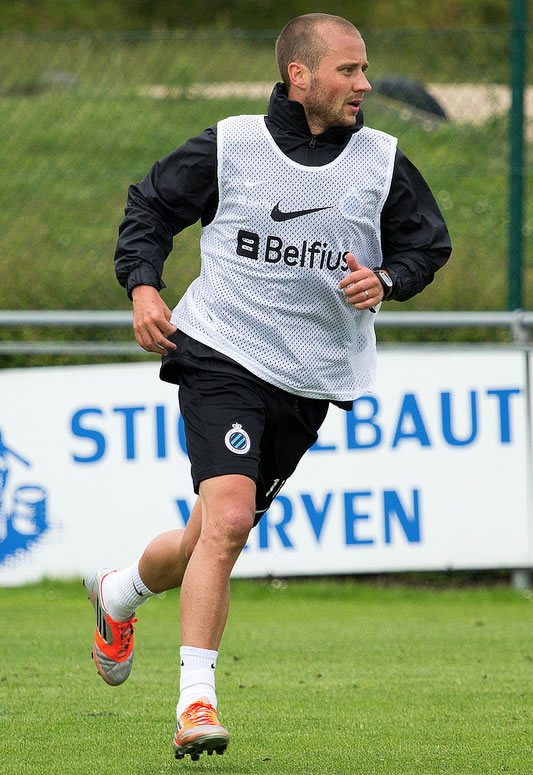
Jonathan Blondel (middenvelder)
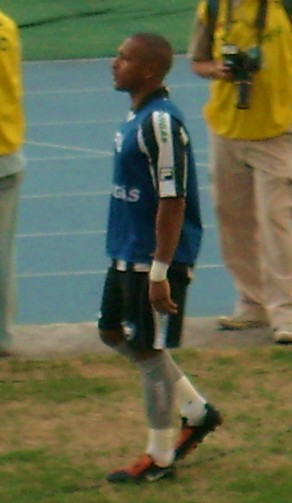
Victor (aanvaller)
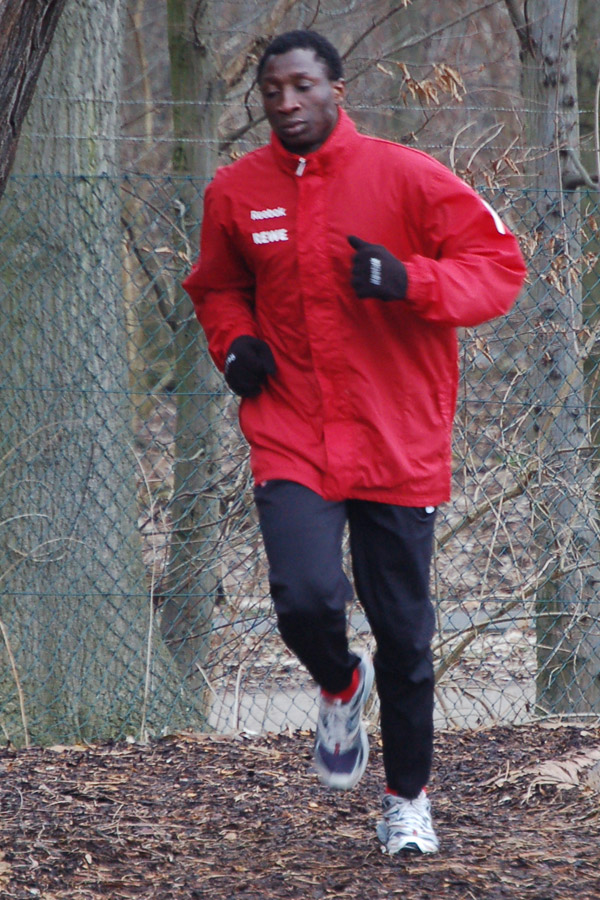
Manasseh Ishiaku (aanvaller)
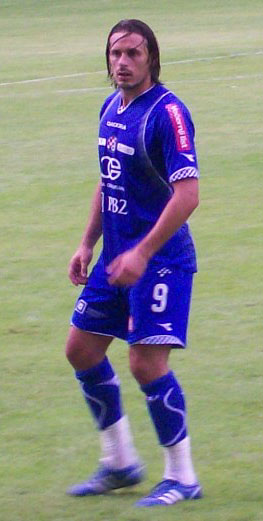
Boško Balaban (aanvaller)
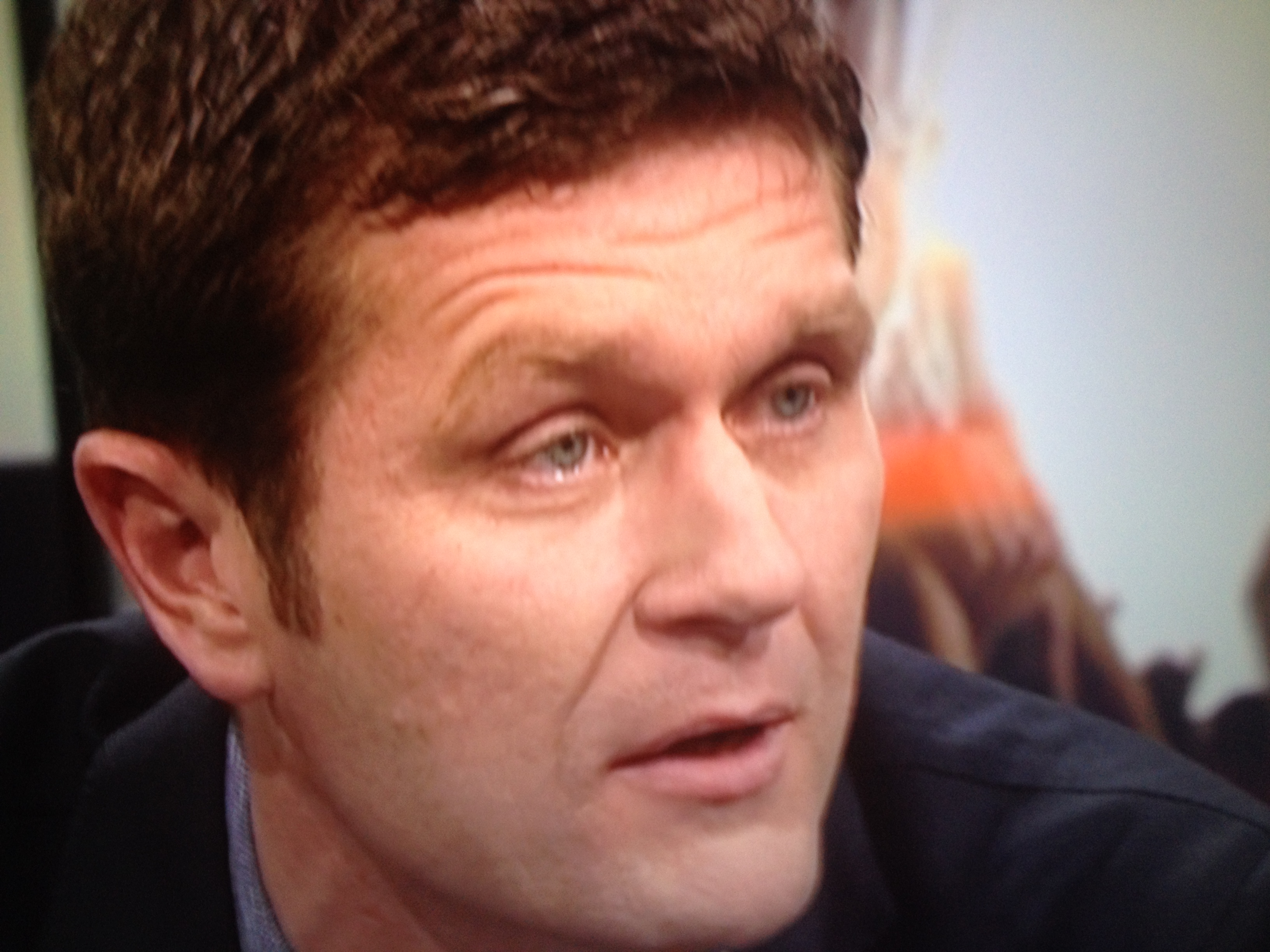
Gert Verheyen (aanvaller)